# Плей-офф Кубка Гагарина 2019
Плей-офф Кубка Гагарина 2019 — второй этап чемпионата КХЛ сезона 2018/2019. Включал в себя четыре раунда: четвертьфиналы, полуфиналы, финалы конференций и финал Кубка Гагарина.

## Участники и посев перед Плей-офф

### Восточная конференция
1. «Автомобилист», победитель Восточной конференции и Дивизиона Харламова — 95 очков
2. «Барыс», победитель Дивизиона Чернышёва — 86 очков
3. «Металлург» Магнитогорск — 84 очка
4. «Авангард» — 83 очка
5. «Ак Барс» — 82 очка
6. «Салават Юлаев» — 72 очка
7. «Торпедо» — 64 очка
8. «Трактор» — 58 очков

### Западная конференция
1. «ЦСКА», победитель Западной конференции и Дивизиона Тарасова, обладатель Кубка Континента — 106 очков
2. «СКА», победитель Дивизиона Боброва — 103 очка
3. «Локомотив» — 86 очков
4. «Йокерит» — 80 очков
5. «Динамо» — 72 очков
6. ХК «Сочи» — 66 очков
7. «Спартак» — 64 очка
8. «Витязь» — 63 очка

## Сетка
|  | Четвертьфиналы конференций | Четвертьфиналы конференций | Четвертьфиналы конференций | Четвертьфиналы конференций | Четвертьфиналы конференций | Четвертьфиналы конференций | Четвертьфиналы конференций | Четвертьфиналы конференций | Четвертьфиналы конференций | Четвертьфиналы конференций |               |              | Полуфиналы конференций (перепосев) | Полуфиналы конференций (перепосев) | Полуфиналы конференций (перепосев) | Полуфиналы конференций (перепосев) | Полуфиналы конференций (перепосев) | Полуфиналы конференций (перепосев) | Полуфиналы конференций (перепосев) | Полуфиналы конференций (перепосев) | Полуфиналы конференций (перепосев) | Полуфиналы конференций (перепосев) |   |          | Финалы конференций | Финалы конференций | Финалы конференций | Финалы конференций | Финалы конференций | Финалы конференций | Финалы конференций | Финалы конференций | Финалы конференций | Финалы конференций |   |          | Финал Кубка Гагарина | Финал Кубка Гагарина | Финал Кубка Гагарина | Финал Кубка Гагарина | Финал Кубка Гагарина | Финал Кубка Гагарина | Финал Кубка Гагарина | Финал Кубка Гагарина | Финал Кубка Гагарина | Финал Кубка Гагарина |
|  |                            |                            |                            |                            |                            |                            |                            |                            |                            |                            |               |              |                                    |                                    |                                    |                                    |                                    |                                    |                                    |                                    |                                    |                                    |   |          |                    |                    |                    |                    |                    |                    |                    |                    |                    |                    |   |          |                      |                      |                      |                      |                      |                      |                      |                      |                      |                      |
|  | 1                          | Автомобилист               | Автомобилист               | Автомобилист               | Автомобилист               | Автомобилист               | Автомобилист               | Автомобилист               | Автомобилист               | 4                          |               |              |                                    |                                    |                                    |                                    |                                    |                                    |                                    |                                    |                                    |                                    |   |          |                    |                    |                    |                    |                    |                    |                    |                    |                    |                    |   |          |                      |                      |                      |                      |                      |                      |                      |                      |                      |                      |
|  | 1                          | Автомобилист               | Автомобилист               | Автомобилист               | Автомобилист               | Автомобилист               | Автомобилист               | Автомобилист               | Автомобилист               | 4                          |               |              |                                    |                                    |                                    |                                    |                                    |                                    |                                    |                                    |                                    |                                    |   |          |                    |                    |                    |                    |                    |                    |                    |                    |                    |                    |   |          |                      |                      |                      |                      |                      |                      |                      |                      |                      |                      |
|  | 8                          | Трактор                    | Трактор                    | Трактор                    | Трактор                    | Трактор                    | Трактор                    | Трактор                    | Трактор                    | 0                          |               |              |                                    |                                    |                                    |                                    |                                    |                                    |                                    |                                    |                                    |                                    |   |          |                    |                    |                    |                    |                    |                    |                    |                    |                    |                    |   |          |                      |                      |                      |                      |                      |                      |                      |                      |                      |                      |
|  | 8                          | Трактор                    | Трактор                    | Трактор                    | Трактор                    | Трактор                    | Трактор                    | Трактор                    | Трактор                    | 0                          | 1             | Автомобилист | Автомобилист                       | Автомобилист                       | Автомобилист                       | Автомобилист                       | Автомобилист                       | Автомобилист                       | Автомобилист                       | 1                                  |                                    |                                    |   |          |                    |                    |                    |                    |                    |                    |                    |                    |                    |                    |   |          |                      |                      |                      |                      |                      |                      |                      |                      |                      |                      |
|  |                            |                            |                            |                            |                            |                            |                            |                            |                            |                            | 1             | Автомобилист | Автомобилист                       | Автомобилист                       | Автомобилист                       | Автомобилист                       | Автомобилист                       | Автомобилист                       | Автомобилист                       | 1                                  |                                    |                                    |   |          |                    |                    |                    |                    |                    |                    |                    |                    |                    |                    |   |          |                      |                      |                      |                      |                      |                      |                      |                      |                      |                      |
|  |                            |                            | 6                          | Салават Юлаев              | Салават Юлаев              | Салават Юлаев              | Салават Юлаев              | Салават Юлаев              | Салават Юлаев              | Салават Юлаев              | Салават Юлаев | 4            |                                    |                                    |                                    |                                    |                                    |                                    |                                    |                                    |                                    |                                    |   |          |                    |                    |                    |                    |                    |                    |                    |                    |                    |                    |   |          |                      |                      |                      |                      |                      |                      |                      |                      |                      |                      |
|  | 2                          | Барыс                      | Барыс                      | Барыс                      | Барыс                      | Барыс                      | Барыс                      | Барыс                      | Барыс                      | Салават Юлаев              | Салават Юлаев | 4            | 4                                  |                                    |                                    |                                    |                                    |                                    |                                    |                                    |                                    |                                    |   |          |                    |                    |                    |                    |                    |                    |                    |                    |                    |                    |   |          |                      |                      |                      |                      |                      |                      |                      |                      |                      |                      |
|  | 2                          | Барыс                      | Барыс                      | Барыс                      | Барыс                      | Барыс                      | Барыс                      | Барыс                      | Барыс                      |                            |               |              | 4                                  |                                    |                                    |                                    |                                    |                                    |                                    |                                    |                                    |                                    |   |          |                    |                    |                    |                    |                    |                    |                    |                    |                    |                    |   |          |                      |                      |                      |                      |                      |                      |                      |                      |                      |                      |
|  | 7                          | Торпедо                    | Торпедо                    | Торпедо                    | Торпедо                    | Торпедо                    | Торпедо                    | Торпедо                    | Торпедо                    | 3                          |               |              |                                    |                                    |                                    |                                    |                                    |                                    |                                    |                                    |                                    |                                    |   |          |                    |                    |                    |                    |                    |                    |                    |                    |                    |                    |   |          |                      |                      |                      |                      |                      |                      |                      |                      |                      |                      |
|  | 7                          | Торпедо                    | Торпедо                    | Торпедо                    | Торпедо                    | Торпедо                    | Торпедо                    | Торпедо                    | Торпедо                    | 3                          |               |              |                                    |                                    |                                    |                                    |                                    |                                    |                                    |                                    |                                    |                                    | 4 | Авангард | Авангард           | Авангард           | Авангард           | Авангард           | Авангард           | Авангард           | Авангард           | 4                  |                    |                    |   |          |                      |                      |                      |                      |                      |                      |                      |                      |                      |                      |
|  | Восточная конференция      |                            |                            |                            |                            |                            |                            |                            |                            |                            |               |              |                                    |                                    |                                    |                                    |                                    |                                    |                                    |                                    |                                    |                                    | 4 | Авангард | Авангард           | Авангард           | Авангард           | Авангард           | Авангард           | Авангард           | Авангард           | 4                  |                    |                    |   |          |                      |                      |                      |                      |                      |                      |                      |                      |                      |                      |
|  |                            |                            | 6                          | Салават Юлаев              | Салават Юлаев              | Салават Юлаев              | Салават Юлаев              | Салават Юлаев              | Салават Юлаев              | Салават Юлаев              | Салават Юлаев | 2            |                                    |                                    |                                    |                                    |                                    |                                    |                                    |                                    |                                    |                                    |   |          |                    |                    |                    |                    |                    |                    |                    |                    |                    |                    |   |          |                      |                      |                      |                      |                      |                      |                      |                      |                      |                      |
|  | 3                          | Металлург Мг               | Металлург Мг               | Металлург Мг               | Металлург Мг               | Металлург Мг               | Металлург Мг               | Металлург Мг               | Металлург Мг               | Салават Юлаев              | Салават Юлаев | 2            | 2                                  |                                    |                                    |                                    |                                    |                                    |                                    |                                    |                                    |                                    |   |          |                    |                    |                    |                    |                    |                    |                    |                    |                    |                    |   |          |                      |                      |                      |                      |                      |                      |                      |                      |                      |                      |
|  | 3                          | Металлург Мг               | Металлург Мг               | Металлург Мг               | Металлург Мг               | Металлург Мг               | Металлург Мг               | Металлург Мг               | Металлург Мг               |                            |               |              | 2                                  |                                    |                                    |                                    |                                    |                                    |                                    |                                    |                                    |                                    |   |          |                    |                    |                    |                    |                    |                    |                    |                    |                    |                    |   |          |                      |                      |                      |                      |                      |                      |                      |                      |                      |                      |
|  | 6                          | Салават Юлаев              | Салават Юлаев              | Салават Юлаев              | Салават Юлаев              | Салават Юлаев              | Салават Юлаев              | Салават Юлаев              | Салават Юлаев              | 4                          |               |              |                                    |                                    |                                    |                                    |                                    |                                    |                                    |                                    |                                    |                                    |   |          |                    |                    |                    |                    |                    |                    |                    |                    |                    |                    |   |          |                      |                      |                      |                      |                      |                      |                      |                      |                      |                      |
|  | 6                          | Салават Юлаев              | Салават Юлаев              | Салават Юлаев              | Салават Юлаев              | Салават Юлаев              | Салават Юлаев              | Салават Юлаев              | Салават Юлаев              | 4                          | 2             | Барыс        | Барыс                              | Барыс                              | Барыс                              | Барыс                              | Барыс                              | Барыс                              | Барыс                              | 1                                  |                                    |                                    |   |          |                    |                    |                    |                    |                    |                    |                    |                    |                    |                    |   |          |                      |                      |                      |                      |                      |                      |                      |                      |                      |                      |
|  |                            |                            |                            |                            |                            |                            |                            |                            |                            |                            | 2             | Барыс        | Барыс                              | Барыс                              | Барыс                              | Барыс                              | Барыс                              | Барыс                              | Барыс                              | 1                                  |                                    |                                    |   |          |                    |                    |                    |                    |                    |                    |                    |                    |                    |                    |   |          |                      |                      |                      |                      |                      |                      |                      |                      |                      |                      |
|  |                            |                            | 4                          | Авангард                   | Авангард                   | Авангард                   | Авангард                   | Авангард                   | Авангард                   | Авангард                   | Авангард      | 4            |                                    |                                    |                                    |                                    |                                    |                                    |                                    |                                    |                                    |                                    |   |          |                    |                    |                    |                    |                    |                    |                    |                    |                    |                    |   |          |                      |                      |                      |                      |                      |                      |                      |                      |                      |                      |
|  | 4                          | Авангард                   | Авангард                   | Авангард                   | Авангард                   | Авангард                   | Авангард                   | Авангард                   | Авангард                   | Авангард                   | Авангард      | 4            | 4                                  |                                    |                                    |                                    |                                    |                                    |                                    |                                    |                                    |                                    |   |          |                    |                    |                    |                    |                    |                    |                    |                    |                    |                    |   |          |                      |                      |                      |                      |                      |                      |                      |                      |                      |                      |
|  | 4                          | Авангард                   | Авангард                   | Авангард                   | Авангард                   | Авангард                   | Авангард                   | Авангард                   | Авангард                   |                            |               |              | 4                                  |                                    |                                    |                                    |                                    |                                    |                                    |                                    |                                    |                                    |   |          |                    |                    |                    |                    |                    |                    |                    |                    |                    |                    |   |          |                      |                      |                      |                      |                      |                      |                      |                      |                      |                      |
|  | 5                          | Ак Барс                    | Ак Барс                    | Ак Барс                    | Ак Барс                    | Ак Барс                    | Ак Барс                    | Ак Барс                    | Ак Барс                    | 0                          |               |              |                                    |                                    |                                    |                                    |                                    |                                    |                                    |                                    |                                    |                                    |   |          |                    |                    |                    |                    |                    |                    |                    |                    |                    |                    |   |          |                      |                      |                      |                      |                      |                      |                      |                      |                      |                      |
|  | 5                          | Ак Барс                    | Ак Барс                    | Ак Барс                    | Ак Барс                    | Ак Барс                    | Ак Барс                    | Ак Барс                    | Ак Барс                    | 0                          |               |              |                                    |                                    |                                    |                                    |                                    |                                    |                                    |                                    |                                    |                                    |   |          |                    |                    |                    |                    |                    |                    |                    |                    |                    |                    | 4 | Авангард | Авангард             | Авангард             | Авангард             | Авангард             | Авангард             | Авангард             | Авангард             | 0                    |                      |                      |
|  |                            |                            |                            |                            |                            |                            |                            |                            |                            |                            |               |              |                                    |                                    |                                    |                                    |                                    |                                    |                                    |                                    |                                    |                                    |   |          |                    |                    |                    |                    |                    |                    |                    |                    |                    |                    | 4 | Авангард | Авангард             | Авангард             | Авангард             | Авангард             | Авангард             | Авангард             | Авангард             | 0                    |                      |                      |
|  |                            |                            | 1                          | ЦСКА                       | ЦСКА                       | ЦСКА                       | ЦСКА                       | ЦСКА                       | ЦСКА                       | ЦСКА                       | ЦСКА          | 4            |                                    |                                    |                                    |                                    |                                    |                                    |                                    |                                    |                                    |                                    |   |          |                    |                    |                    |                    |                    |                    |                    |                    |                    |                    |   |          |                      |                      |                      |                      |                      |                      |                      |                      |                      |                      |
|  | 1                          | ЦСКА                       | ЦСКА                       | ЦСКА                       | ЦСКА                       | ЦСКА                       | ЦСКА                       | ЦСКА                       | ЦСКА                       | ЦСКА                       | ЦСКА          | 4            | 4                                  |                                    |                                    |                                    |                                    |                                    |                                    |                                    |                                    |                                    |   |          |                    |                    |                    |                    |                    |                    |                    |                    |                    |                    |   |          |                      |                      |                      |                      |                      |                      |                      |                      |                      |                      |
|  | 1                          | ЦСКА                       | ЦСКА                       | ЦСКА                       | ЦСКА                       | ЦСКА                       | ЦСКА                       | ЦСКА                       | ЦСКА                       |                            |               |              | 4                                  |                                    |                                    |                                    |                                    |                                    |                                    |                                    |                                    |                                    |   |          |                    |                    |                    |                    |                    |                    |                    |                    |                    |                    |   |          |                      |                      |                      |                      |                      |                      |                      |                      |                      |                      |
|  | 8                          | Витязь                     | Витязь                     | Витязь                     | Витязь                     | Витязь                     | Витязь                     | Витязь                     | Витязь                     | 0                          |               |              |                                    |                                    |                                    |                                    |                                    |                                    |                                    |                                    |                                    |                                    |   |          |                    |                    |                    |                    |                    |                    |                    |                    |                    |                    |   |          |                      |                      |                      |                      |                      |                      |                      |                      |                      |                      |
|  | 8                          | Витязь                     | Витязь                     | Витязь                     | Витязь                     | Витязь                     | Витязь                     | Витязь                     | Витязь                     | 0                          | 1             | ЦСКА         | ЦСКА                               | ЦСКА                               | ЦСКА                               | ЦСКА                               | ЦСКА                               | ЦСКА                               | ЦСКА                               | 4                                  |                                    |                                    |   |          |                    |                    |                    |                    |                    |                    |                    |                    |                    |                    |   |          |                      |                      |                      |                      |                      |                      |                      |                      |                      |                      |
|  |                            |                            |                            |                            |                            |                            |                            |                            |                            |                            | 1             | ЦСКА         | ЦСКА                               | ЦСКА                               | ЦСКА                               | ЦСКА                               | ЦСКА                               | ЦСКА                               | ЦСКА                               | 4                                  |                                    |                                    |   |          |                    |                    |                    |                    |                    |                    |                    |                    |                    |                    |   |          |                      |                      |                      |                      |                      |                      |                      |                      |                      |                      |
|  |                            |                            | 5                          | Динамо Мск                 | Динамо Мск                 | Динамо Мск                 | Динамо Мск                 | Динамо Мск                 | Динамо Мск                 | Динамо Мск                 | Динамо Мск    | 1            |                                    |                                    |                                    |                                    |                                    |                                    |                                    |                                    |                                    |                                    |   |          |                    |                    |                    |                    |                    |                    |                    |                    |                    |                    |   |          |                      |                      |                      |                      |                      |                      |                      |                      |                      |                      |
|  | 2                          | СКА                        | СКА                        | СКА                        | СКА                        | СКА                        | СКА                        | СКА                        | СКА                        | Динамо Мск                 | Динамо Мск    | 1            | 4                                  |                                    |                                    |                                    |                                    |                                    |                                    |                                    |                                    |                                    |   |          |                    |                    |                    |                    |                    |                    |                    |                    |                    |                    |   |          |                      |                      |                      |                      |                      |                      |                      |                      |                      |                      |
|  | 2                          | СКА                        | СКА                        | СКА                        | СКА                        | СКА                        | СКА                        | СКА                        | СКА                        |                            |               |              | 4                                  |                                    |                                    |                                    |                                    |                                    |                                    |                                    |                                    |                                    |   |          |                    |                    |                    |                    |                    |                    |                    |                    |                    |                    |   |          |                      |                      |                      |                      |                      |                      |                      |                      |                      |                      |
|  | 7                          | Спартак                    | Спартак                    | Спартак                    | Спартак                    | Спартак                    | Спартак                    | Спартак                    | Спартак                    | 2                          |               |              |                                    |                                    |                                    |                                    |                                    |                                    |                                    |                                    |                                    |                                    |   |          |                    |                    |                    |                    |                    |                    |                    |                    |                    |                    |   |          |                      |                      |                      |                      |                      |                      |                      |                      |                      |                      |
|  | 7                          | Спартак                    | Спартак                    | Спартак                    | Спартак                    | Спартак                    | Спартак                    | Спартак                    | Спартак                    | 2                          |               |              |                                    |                                    |                                    |                                    |                                    |                                    |                                    |                                    |                                    |                                    | 1 | ЦСКА     | ЦСКА               | ЦСКА               | ЦСКА               | ЦСКА               | ЦСКА               | ЦСКА               | ЦСКА               | 4                  |                    |                    |   |          |                      |                      |                      |                      |                      |                      |                      |                      |                      |                      |
|  | Западная конференция       |                            |                            |                            |                            |                            |                            |                            |                            |                            |               |              |                                    |                                    |                                    |                                    |                                    |                                    |                                    |                                    |                                    |                                    | 1 | ЦСКА     | ЦСКА               | ЦСКА               | ЦСКА               | ЦСКА               | ЦСКА               | ЦСКА               | ЦСКА               | 4                  |                    |                    |   |          |                      |                      |                      |                      |                      |                      |                      |                      |                      |                      |
|  |                            |                            | 2                          | СКА                        | СКА                        | СКА                        | СКА                        | СКА                        | СКА                        | СКА                        | СКА           | 3            |                                    |                                    |                                    |                                    |                                    |                                    |                                    |                                    |                                    |                                    |   |          |                    |                    |                    |                    |                    |                    |                    |                    |                    |                    |   |          |                      |                      |                      |                      |                      |                      |                      |                      |                      |                      |
|  | 3                          | Локомотив                  | Локомотив                  | Локомотив                  | Локомотив                  | Локомотив                  | Локомотив                  | Локомотив                  | Локомотив                  | СКА                        | СКА           | 3            | 4                                  |                                    |                                    |                                    |                                    |                                    |                                    |                                    |                                    |                                    |   |          |                    |                    |                    |                    |                    |                    |                    |                    |                    |                    |   |          |                      |                      |                      |                      |                      |                      |                      |                      |                      |                      |
|  | 3                          | Локомотив                  | Локомотив                  | Локомотив                  | Локомотив                  | Локомотив                  | Локомотив                  | Локомотив                  | Локомотив                  |                            |               |              | 4                                  |                                    |                                    |                                    |                                    |                                    |                                    |                                    |                                    |                                    |   |          |                    |                    |                    |                    |                    |                    |                    |                    |                    |                    |   |          |                      |                      |                      |                      |                      |                      |                      |                      |                      |                      |
|  | 6                          | ХК Сочи                    | ХК Сочи                    | ХК Сочи                    | ХК Сочи                    | ХК Сочи                    | ХК Сочи                    | ХК Сочи                    | ХК Сочи                    | 2                          |               |              |                                    |                                    |                                    |                                    |                                    |                                    |                                    |                                    |                                    |                                    |   |          |                    |                    |                    |                    |                    |                    |                    |                    |                    |                    |   |          |                      |                      |                      |                      |                      |                      |                      |                      |                      |                      |
|  | 6                          | ХК Сочи                    | ХК Сочи                    | ХК Сочи                    | ХК Сочи                    | ХК Сочи                    | ХК Сочи                    | ХК Сочи                    | ХК Сочи                    | 2                          | 2             | СКА          | СКА                                | СКА                                | СКА                                | СКА                                | СКА                                | СКА                                | СКА                                | 4                                  |                                    |                                    |   |          |                    |                    |                    |                    |                    |                    |                    |                    |                    |                    |   |          |                      |                      |                      |                      |                      |                      |                      |                      |                      |                      |
|  |                            |                            |                            |                            |                            |                            |                            |                            |                            |                            | 2             | СКА          | СКА                                | СКА                                | СКА                                | СКА                                | СКА                                | СКА                                | СКА                                | 4                                  |                                    |                                    |   |          |                    |                    |                    |                    |                    |                    |                    |                    |                    |                    |   |          |                      |                      |                      |                      |                      |                      |                      |                      |                      |                      |
|  |                            |                            | 3                          | Локомотив                  | Локомотив                  | Локомотив                  | Локомотив                  | Локомотив                  | Локомотив                  | Локомотив                  | Локомотив     | 1            |                                    |                                    |                                    |                                    |                                    |                                    |                                    |                                    |                                    |                                    |   |          |                    |                    |                    |                    |                    |                    |                    |                    |                    |                    |   |          |                      |                      |                      |                      |                      |                      |                      |                      |                      |                      |
|  | 4                          | Йокерит                    | Йокерит                    | Йокерит                    | Йокерит                    | Йокерит                    | Йокерит                    | Йокерит                    | Йокерит                    | Локомотив                  | Локомотив     | 1            | 2                                  |                                    |                                    |                                    |                                    |                                    |                                    |                                    |                                    |                                    |   |          |                    |                    |                    |                    |                    |                    |                    |                    |                    |                    |   |          |                      |                      |                      |                      |                      |                      |                      |                      |                      |                      |
|  | 4                          | Йокерит                    | Йокерит                    | Йокерит                    | Йокерит                    | Йокерит                    | Йокерит                    | Йокерит                    | Йокерит                    |                            |               |              | 2                                  |                                    |                                    |                                    |                                    |                                    |                                    |                                    |                                    |                                    |   |          |                    |                    |                    |                    |                    |                    |                    |                    |                    |                    |   |          |                      |                      |                      |                      |                      |                      |                      |                      |                      |                      |
|  | 5                          | Динамо Мск                 | Динамо Мск                 | Динамо Мск                 | Динамо Мск                 | Динамо Мск                 | Динамо Мск                 | Динамо Мск                 | Динамо Мск                 | 4                          |               |              |                                    |                                    |                                    |                                    |                                    |                                    |                                    |                                    |                                    |                                    |   |          |                    |                    |                    |                    |                    |                    |                    |                    |                    |                    |   |          |                      |                      |                      |                      |                      |                      |                      |                      |                      |                      |

## Четвертьфиналы конференций
Время начала матчей дано по Московскому времени (UTC+3).

### Восточная конференция

#### (1) «Автомобилист» — (8) «Трактор»
| 26 февраля 2019 17:00 | Автомобилист | 3 : 0 (2:0, 1:0, 0:0) | Трактор | КРК «Уралец», Екатеринбург Зрителей: 5545 |

| Отчёт                                                                                             | Отчёт             | Отчёт   | Отчёт              | Отчёт                                 |
| ------------------------------------------------------------------------------------------------- | ----------------- | ------- | ------------------ | ------------------------------------- |
|                                                                                                   |                   |         |                    |                                       |
|                                                                                                   | Коварж Якуб       | Вратари | Судницин Александр | Судьи: Николай Акузовский Роман Щенёв |
|                                                                                                   | Голы:             |         |                    | Судьи: Николай Акузовский Роман Щенёв |
| Доус Н. (Секстон Д., Да Коста С.) 13:13 Секстон Д.(Вишневский И.) 14:52 Голышев А.(Доус Н.) 21:17 | 1 : 0 2 : 0 3 : 0 |         |                    | Судьи: Николай Акузовский Роман Щенёв |
|                                                                                                   |                   |         |                    | Судьи: Николай Акузовский Роман Щенёв |
|                                                                                                   |                   |         |                    | Судьи: Николай Акузовский Роман Щенёв |
|                                                                                                   |                   |         |                    | Судьи: Николай Акузовский Роман Щенёв |
| 8 мин                                                                                             | Штраф             | 12 мин  |                    | Судьи: Николай Акузовский Роман Щенёв |
|                                                                                                   |                   |         |                    |                                       |
|                                                                                                   | 27                | Броски  | 26                 |                                       |

| 28 февраля 2019 17:00 | Автомобилист | 4 : 2 (1:1, 2:0, 1:1) | Трактор | КРК «Уралец», Екатеринбург Зрителей: 5545 |

| Отчёт | Отчёт                               | Отчёт                                                                               | Отчёт            | Отчёт                               |
| --- | ----------------------------------- | ----------------------------------------------------------------------------------- | ---------------- | ----------------------------------- |
| |                                     |                                                                                     |                  |                                     |
| | Коварж Якуб                         | Вратари                                                                             | Демченко Василий | Судьи: Алексей Васильев Роман Щенёв |
| | Голы:                               |                                                                                     |                  | Судьи: Алексей Васильев Роман Щенёв |
| Обидин А.(Торченюк А.) 2:41 Доус Н.(Секстон Д., Да Коста С.) 28:09 Голышев А. 31:46 Кучерявенко А.(Секстон Д., Крикунов И.) 57:16 | 1 : 0 1 : 1 2 : 1 3 : 1 4 : 1 4 : 2 | 19:36 Желдаков Г.(Бергстрём А., Шолохов М.) 58:25 Глинкин А.(Петров А., Кравцов В.) |                  | Судьи: Алексей Васильев Роман Щенёв |
| |                                     |                                                                                     |                  | Судьи: Алексей Васильев Роман Щенёв |
| |                                     |                                                                                     |                  | Судьи: Алексей Васильев Роман Щенёв |
| |                                     |                                                                                     |                  | Судьи: Алексей Васильев Роман Щенёв |
| 14 мин | Штраф                               | 24 мин                                                                              |                  | Судьи: Алексей Васильев Роман Щенёв |
| |                                     |                                                                                     |                  |                                     |
| | 28                                  | Броски                                                                              | 27               |                                     |

| 2 марта 2019 12:30 | Трактор | 1 : 2 ОТ (0:0, 1:0, 0:1, 0:1) | Автомобилист | Ледовая арена «Трактор», Челябинск Зрителей: 7500 |

| Отчёт                                   | Отчёт              | Отчёт                                                                  | Отчёт       | Отчёт                                                                                      |
| --------------------------------------- | ------------------ | ---------------------------------------------------------------------- | ----------- | ------------------------------------------------------------------------------------------ |
|                                         |                    |                                                                        |             |                                                                                            |
|                                         | Судницин Александр | Вратари                                                                | Коварж Якуб | Судьи: Сергей Беляев Павел Овчинников Линейные судьи: Константин Горденко Александр Сысуев |
|                                         | Голы:              |                                                                        |             | Судьи: Сергей Беляев Павел Овчинников Линейные судьи: Константин Горденко Александр Сысуев |
| Томас К.(Энлунд Й., Полыгалов И.) 20:22 | 1 : 0 1 : 1 : 2    | 42:15 Обидин А.(Мамкин М., Трямкин Н.) 60:54 Литовченко В.(Секстон Д.) |             | Судьи: Сергей Беляев Павел Овчинников Линейные судьи: Константин Горденко Александр Сысуев |
|                                         |                    |                                                                        |             | Судьи: Сергей Беляев Павел Овчинников Линейные судьи: Константин Горденко Александр Сысуев |
|                                         |                    |                                                                        |             | Судьи: Сергей Беляев Павел Овчинников Линейные судьи: Константин Горденко Александр Сысуев |
|                                         |                    |                                                                        |             | Судьи: Сергей Беляев Павел Овчинников Линейные судьи: Константин Горденко Александр Сысуев |
| 16 мин                                  | Штраф              | 4 мин                                                                  |             | Судьи: Сергей Беляев Павел Овчинников Линейные судьи: Константин Горденко Александр Сысуев |
|                                         |                    |                                                                        |             |                                                                                            |
|                                         |                    |                                                                        |             |                                                                                            |

| 4 марта 2019 10:00 | Трактор | 3 : 4 (2:0, 0:2, 1:2) | Автомобилист | Ледовая арена «Трактор», Челябинск Зрителей: 6915 |

| Отчёт | Отчёт | Отчёт | Отчёт | Отчёт |
| ----- | ----- | ----- | ----- | ----- |
|       |       |       |       |       |
|       |       |       |       |       |
|       |       |       |       |       |
|       |       |       |       |       |
|       |       |       |       |       |
|       |       |       |       |       |
|       |       |       |       |       |
|       |       |       |       |       |
|       |       |       |       |       |

#### (2) «Барыс» — (7) «Торпедо»
| 26 февраля 2019 16:30 | Барыс | 4 : 1 (0:1, 1:0, 3:0) | Торпедо | Барыс Арена, Астана Зрителей: 9720 |

| Отчёт | Отчёт                       | Отчёт                        | Отчёт       | Отчёт                               |
| --- | --------------------------- | ---------------------------- | ----------- | ----------------------------------- |
| |                             |                              |             |                                     |
| | Карлссон Хенрик             | Вратари                      | Браст Барри | Судьи: Александр Соин Денис Бондарь |
| | Голы:                       |                              |             | Судьи: Александр Соин Денис Бондарь |
| Петерссон А.(Михайлис Н.) 39:03 Боченски Б.(Бойд Д., Волк К.) 41:28 Фрэттин М.(Волк К., Боченски Б.) 43:25 Боченски Б.(Фрэттин М., Волк К.) 56:43 | 0 : 1 : 1 2 : 1 3 : 1 4 : 1 | 12:23 Саболич Р.(Жафяров Д.) |             | Судьи: Александр Соин Денис Бондарь |
| |                             |                              |             | Судьи: Александр Соин Денис Бондарь |
| |                             |                              |             | Судьи: Александр Соин Денис Бондарь |
| |                             |                              |             | Судьи: Александр Соин Денис Бондарь |
| 10 мин | Штраф                       | 12 мин                       |             | Судьи: Александр Соин Денис Бондарь |
| |                             |                              |             |                                     |
| |                             |                              |             |                                     |

| 28 февраля 2019 17:00 | Барыс | 5 : 4 (ОТ) (0:2, 2:2, 2:0, 1:0) | Торпедо | Барыс Арена, Астана Зрителей: 9919 |

| Отчёт | Отчёт                                                 | Отчёт | Отчёт       | Отчёт                                |
| --- | ----------------------------------------------------- | --- | ----------- | ------------------------------------ |
| |                                                       | |             |                                      |
| | Карлссон Хенрик                                       | Вратари | Браст Барри | Судьи: Евгений Гамалей Денис Бондарь |
| | Голы:                                                 | |             | Судьи: Евгений Гамалей Денис Бондарь |
| Сагадеев А. (Орехов В., Асетов А.) 28:13 Шевченко Д.(Старченко Р., Маклюков А.) 32:30 Диц Д.(Петерссон А., Боченски Б.) 54:28 Фрэттин М.(Волк К., Боченски Б.) 58:18 Старченко Р.(Блэкер Д.) 61:40 | 0 : 1 0 : 2 0 : 3 0 : 4 1 : 4 2 : 4 3 : 4 4 : 4 5 : 4 | 1:41 Волченков А. (Варнаков М., Шенфельд А.) 18:18 Варнаков М. 20:52 Саболич Р. (Кейлоф Э., Хольм Ф.) 26:25 Ильин Д.(Веряев Д., Ураков К.) |             | Судьи: Евгений Гамалей Денис Бондарь |
| |                                                       | |             | Судьи: Евгений Гамалей Денис Бондарь |
| |                                                       | |             | Судьи: Евгений Гамалей Денис Бондарь |
| |                                                       | |             | Судьи: Евгений Гамалей Денис Бондарь |
| 4 мин | Штраф                                                 | 10 мин |             | Судьи: Евгений Гамалей Денис Бондарь |
| |                                                       | |             |                                      |
| | 55                                                    | Броски | 20          |                                      |

| 2 марта 2019 16:00 | Торпедо | 3 : 1 (0:0, 2:1, 1:0) | Барыс | КРК «Нагорный» Зрителей: 5500 |

| Отчёт                                                          | Отчёт                 | Отчёт                                      | Отчёт           | Отчёт                                                                                |
| -------------------------------------------------------------- | --------------------- | ------------------------------------------ | --------------- | ------------------------------------------------------------------------------------ |
|                                                                |                       |                                            |                 |                                                                                      |
|                                                                | Браст Барри           | Вратари                                    | Карлссон Хенрик | Судьи: Сергей Кулаков Юрий Цыплаков Линейные судьи: Дмитрий Голяк Александр Николаев |
|                                                                | Голы:                 |                                            |                 | Судьи: Сергей Кулаков Юрий Цыплаков Линейные судьи: Дмитрий Голяк Александр Николаев |
| Баранцев Д.(Жафяров Д.) 33:33 Хольм Ф. 38:03 Баранцев Д. 59:56 | 0 : 1 : 1 2 : 1 3 : 1 | 29:53 Фрэттин М.(Боченски Б., Сведберг В.) |                 | Судьи: Сергей Кулаков Юрий Цыплаков Линейные судьи: Дмитрий Голяк Александр Николаев |
|                                                                |                       |                                            |                 | Судьи: Сергей Кулаков Юрий Цыплаков Линейные судьи: Дмитрий Голяк Александр Николаев |
|                                                                |                       |                                            |                 | Судьи: Сергей Кулаков Юрий Цыплаков Линейные судьи: Дмитрий Голяк Александр Николаев |
|                                                                |                       |                                            |                 | Судьи: Сергей Кулаков Юрий Цыплаков Линейные судьи: Дмитрий Голяк Александр Николаев |
| 20 мин                                                         | Штраф                 | 63 мин                                     |                 | Судьи: Сергей Кулаков Юрий Цыплаков Линейные судьи: Дмитрий Голяк Александр Николаев |
|                                                                |                       |                                            |                 |                                                                                      |
|                                                                |                       |                                            |                 |                                                                                      |

| 4 марта 2019 16:00 | Торпедо | 5:4 2ОТ | Барыс | КРК «Нагорный» |

| Отчёт | Отчёт | Отчёт | Отчёт | Отчёт |
| ----- | ----- | ----- | ----- | ----- |
|       |       |       |       |       |
|       |       |       |       |       |
|       |       |       |       |       |
|       |       |       |       |       |
|       |       |       |       |       |
|       |       |       |       |       |
|       |       |       |       |       |
|       |       |       |       |       |
|       |       |       |       |       |

#### (3) «Металлург» — (6) «Салават Юлаев»
| 25 февраля 2019 19:00 | Металлург Мг | 2 : 1 (ОТ) (0:0, 1:0, 0:1, 0:0, 1:0) | Салават Юлаев | «Арена Металлург», Магнитогорск Зрителей: 6460 |

| Отчёт                                                                                  | Отчёт             | Отчёт                                          | Отчёт       | Отчёт                            |
| -------------------------------------------------------------------------------------- | ----------------- | ---------------------------------------------- | ----------- | -------------------------------- |
|                                                                                        |                   |                                                |             |                                  |
|                                                                                        | Кошечкин Василий  | Вратари                                        | Метсола Юха | Судьи: Мартин Франё Роман Гофман |
|                                                                                        | Голы:             |                                                |             | Судьи: Мартин Франё Роман Гофман |
| Платонов Д. (Антипин В., Неколенко А.) 22:26 Шор Н. (Варфоломеев П., Любимов Р.) 99:20 | 1 : 0 1 : 1 2 : 1 | 43:48 Хартикайнен Т. (Кемппайнен Й., Умарк Л.) |             | Судьи: Мартин Франё Роман Гофман |
|                                                                                        |                   |                                                |             | Судьи: Мартин Франё Роман Гофман |
|                                                                                        |                   |                                                |             | Судьи: Мартин Франё Роман Гофман |
|                                                                                        |                   |                                                |             | Судьи: Мартин Франё Роман Гофман |
| 8 мин                                                                                  | Штраф             | 12 мин                                         |             | Судьи: Мартин Франё Роман Гофман |
|                                                                                        |                   |                                                |             |                                  |
|                                                                                        | 48                | Броски                                         | 48          |                                  |

| 27 февраля 2019 17:00 | Металлург Мг | 1 : 4 (0:2, 0:2, 1:0) | Салават Юлаев | «Арена Металлург», Магнитогорск Зрителей: 7240 |

| Отчёт                                 | Отчёт                                                        | Отчёт | Отчёт                       | Отчёт                                                                           |
| ------------------------------------- | ------------------------------------------------------------ | --- | --------------------------- | ------------------------------------------------------------------------------- |
|                                       |                                                              | |                             |                                                                                 |
|                                       | Василий Кошечкин — 00:00-33:37 Артём Загидулин — 33:37-60:00 | Вратари | 00:00 - 60:00 — Юха Метсола | Судьи: Алексей Раводин Роман Гофман Линейные судьи: Глеб Лазарев Никита Вилюгин |
|                                       | Голы:                                                        | |                             | Судьи: Алексей Раводин Роман Гофман Линейные судьи: Глеб Лазарев Никита Вилюгин |
| Булирж М.(Шор Н., Пакаринен И.) 52:55 | 0 : 1 0 : 2 0 : 3 0 : 4 1 : 4                                | 3:25 Умарк Л.(Хартикайнен Т., Сергеев А.) 8:49 Майоров М. (Кугрышев Д., Хохряков П.) 33:37 Хартикайнен Т.(Ткачёв В.) 37:19 Кемппайнен Й. (Кугрышев Д., Хартикайнен Т.) |                             | Судьи: Алексей Раводин Роман Гофман Линейные судьи: Глеб Лазарев Никита Вилюгин |
|                                       |                                                              | |                             | Судьи: Алексей Раводин Роман Гофман Линейные судьи: Глеб Лазарев Никита Вилюгин |
|                                       |                                                              | |                             | Судьи: Алексей Раводин Роман Гофман Линейные судьи: Глеб Лазарев Никита Вилюгин |
|                                       |                                                              | |                             | Судьи: Алексей Раводин Роман Гофман Линейные судьи: Глеб Лазарев Никита Вилюгин |
| 31 мин                                | Штраф                                                        | 6 мин |                             | Судьи: Алексей Раводин Роман Гофман Линейные судьи: Глеб Лазарев Никита Вилюгин |
|                                       |                                                              | |                             |                                                                                 |
|                                       |                                                              | |                             |                                                                                 |

| 1 марта 2019 16:00 | Салават Юлаев | 5 : 1 (5:0, 0:0, 0:1) | Металлург Мг | Уфа-Арена, Уфа Зрителей: 8070 |

| Отчёт | Отчёт                               | Отчёт                               | Отчёт            | Отчёт                                                                               |
| --- | ----------------------------------- | ----------------------------------- | ---------------- | ----------------------------------------------------------------------------------- |
| |                                     |                                     |                  |                                                                                     |
| | Метсола Юха                         | Вратари                             | Кошечкин Василий | Судьи: Юрий Оскирко Максим Сидоренко Линейные судьи: Юрий Иванов Александр Чернышёв |
| | Голы:                               |                                     |                  | Судьи: Юрий Оскирко Максим Сидоренко Линейные судьи: Юрий Иванов Александр Чернышёв |
| Умарк Л.(Бурмистров А., Ткачёв В.) 2:55 Хартикайнен Т.(Умарк Л.) 3:20 Кадейкин А.(Панин Г., Жарков В.) 4:00 Рыбин М.(Арзамасцев З., Ткачёв В.) Кемппайнен Й.(Гареев С., Хартикайнен Т.) 12:40 | 1 : 0 2 : 0 3 : 0 4 : 0 5 : 0 5 : 1 | 57:23 Зайцев Д. (Булирж М., Шор Н.) |                  | Судьи: Юрий Оскирко Максим Сидоренко Линейные судьи: Юрий Иванов Александр Чернышёв |
| |                                     |                                     |                  | Судьи: Юрий Оскирко Максим Сидоренко Линейные судьи: Юрий Иванов Александр Чернышёв |
| |                                     |                                     |                  | Судьи: Юрий Оскирко Максим Сидоренко Линейные судьи: Юрий Иванов Александр Чернышёв |
| |                                     |                                     |                  | Судьи: Юрий Оскирко Максим Сидоренко Линейные судьи: Юрий Иванов Александр Чернышёв |
| 6 мин | Штраф                               | 8 мин                               |                  | Судьи: Юрий Оскирко Максим Сидоренко Линейные судьи: Юрий Иванов Александр Чернышёв |
| |                                     |                                     |                  |                                                                                     |
| |                                     |                                     |                  |                                                                                     |

| 3 марта 2019 16:00 | Салават Юлаев | 1 : 2 (ОТ) (0:0, 0:1, 1:0, 0:1) | Металлург Мг | Уфа-Арена, Уфа Зрителей: 8070 |

| Отчёт | Отчёт | Отчёт | Отчёт | Отчёт                                                                            |
| ----- | ----- | ----- | ----- | -------------------------------------------------------------------------------- |
|       |       |       |       |                                                                                  |
|       |       |       |       | Судьи: Белов Алексей Оскирко Юрий Линейные судьи: Чернышёв Александр Иванов Юрий |
|       |       |       |       |                                                                                  |
|       |       |       |       |                                                                                  |
|       |       |       |       |                                                                                  |
|       |       |       |       |                                                                                  |
|       |       |       |       |                                                                                  |
|       |       |       |       |                                                                                  |
|       |       |       |       |                                                                                  |

#### (4) «Авангард» — (5) «Ак Барс»
Ак Барс стал четвёртым клубом КХЛ, уступившим в первом раунде плей-офф в ранге чемпиона. Нынешнее поражение с сухим счётом стало вторым для казанского клуба в плей-офф КХЛ — в сезоне-2016/17 казанцы проиграли 0-4 в финале Востока с «Металлургом».
| 25 февраля 2019 14:30 | Авангард | 6 : 0 (2:0, 2:0, 2:0) | Ак Барс | Арена «Балашиха» Зрителей: 4658 |

| Отчёт | Отчёт                               | Отчёт   | Отчёт                   | Отчёт                                                                                 |
| --- | ----------------------------------- | ------- | ----------------------- | ------------------------------------------------------------------------------------- |
| |                                     |         |                         |                                                                                       |
| | Бобков Игорь                        | Вратари | Подъяпольский Владислав | Судьи: Алексей Белов Денис Наумов Линейные судьи: Сергей Шелянин Александр Захаренков |
| | Голы:                               |         |                         | Судьи: Алексей Белов Денис Наумов Линейные судьи: Сергей Шелянин Александр Захаренков |
| Зернов Д.(Медведев Е., Чудинов М.) 13:13 Покка В.(Зернов Д., Михеев И.) 16:49 Манукян А.(Фисенко М., Франсон К.) 23:18 Франсон К.(Фисенко М., Стась А.) 30:49 Шумаков С.(Кошелев С., Семёнов К.) 52:53 Шумаков С.(Бондарев А.) 56:54 | 1 : 0 2 : 0 3 : 0 4 : 0 5 : 0 6 : 0 |         |                         | Судьи: Алексей Белов Денис Наумов Линейные судьи: Сергей Шелянин Александр Захаренков |
| |                                     |         |                         | Судьи: Алексей Белов Денис Наумов Линейные судьи: Сергей Шелянин Александр Захаренков |
| |                                     |         |                         | Судьи: Алексей Белов Денис Наумов Линейные судьи: Сергей Шелянин Александр Захаренков |
| |                                     |         |                         | Судьи: Алексей Белов Денис Наумов Линейные судьи: Сергей Шелянин Александр Захаренков |
| 14 мин | Штраф                               | 40 мин  |                         | Судьи: Алексей Белов Денис Наумов Линейные судьи: Сергей Шелянин Александр Захаренков |
| |                                     |         |                         |                                                                                       |
| | 42                                  | Броски  | 21                      |                                                                                       |

| 27 февраля 2019 17:00 | Авангард | 6 : 3 (2:0, 2:2, 2:1) | Ак Барс | Арена «Балашиха» Зрителей: 5396 |

| Отчёт | Отчёт                                                 | Отчёт | Отчёт | Отчёт                                                                                  |
| --- | ----------------------------------------------------- | --- | ----- | -------------------------------------------------------------------------------------- |
| |                                                       | |       |                                                                                        |
| |                                                       | |       | Судьи: Сергей Кулаков Алексей Белов Линейные судьи: Дмитрий Сивов Александр Садовников |
| | Голы:                                                 | |       |                                                                                        |
| Кошелев С.(Покка В., Шумаков С.) 09:00 Михеев И.(Франсон К., Бек Т.) 11:07 Широков С.(Деарне Д., Бек Т.) 26:32 Бек Т.(Франсон К., Широков С.) 34:11 Стольберг В.(Деарне Д., Бек Т.) 48:58 Широков С.(Михеев И.) 59:40 | 1 : 0 2 : 0 3 : 0 3 : 1 3 : 2 4 : 2 5 : 2 5 : 3 6 : 3 | 30:39 Постма П.(Азеведо Д., Зарипов Д.) 31:57 Секач И.(Азеведо Д., Ландер А.) 56:37 Постма П.(Азеведо Д., Зарипов Д.) |       |                                                                                        |
| |                                                       | |       |                                                                                        |
| |                                                       | |       |                                                                                        |
| |                                                       | |       |                                                                                        |
| 14 мин | Штраф                                                 | 10 мин |       |                                                                                        |
| |                                                       | |       |                                                                                        |
| | 22                                                    | Броски | 30    |                                                                                        |

| 1 марта 2019 16:00 | Ак Барс | 1 : 4 (1:1, 0:1, 0:2) | Авангард | Татнефть Арена, Казань Зрителей: 7199 |

| Отчёт                            | Отчёт                       | Отчёт | Отчёт        | Отчёт                                                                           |
| -------------------------------- | --------------------------- | --- | ------------ | ------------------------------------------------------------------------------- |
|                                  |                             | |              |                                                                                 |
|                                  | Подъяпольский Владислав     | Вратари | Бобков Игорь | Судьи: Виктор Гашилов Роман Гофман Линейные судьи: Дмитрий Шишло Никита Шалагин |
|                                  | Голы:                       | |              | Судьи: Виктор Гашилов Роман Гофман Линейные судьи: Дмитрий Шишло Никита Шалагин |
| Клинкхаммер Р. (Глухов М.) 15:59 | 1 : 0 1 : 1 : 2 1 : 3 1 : 4 | 19:19 Зернов Д.(Емелин А., Стольберг В.) 35:16 Зернов Д.(Бек Т.) 41:40 Семёнов К.(Михеев И.) 46:55 Кошелев С.(Семёнов К.) |              | Судьи: Виктор Гашилов Роман Гофман Линейные судьи: Дмитрий Шишло Никита Шалагин |
|                                  |                             | |              | Судьи: Виктор Гашилов Роман Гофман Линейные судьи: Дмитрий Шишло Никита Шалагин |
|                                  |                             | |              | Судьи: Виктор Гашилов Роман Гофман Линейные судьи: Дмитрий Шишло Никита Шалагин |
|                                  |                             | |              | Судьи: Виктор Гашилов Роман Гофман Линейные судьи: Дмитрий Шишло Никита Шалагин |
| 12 мин                           | Штраф                       | 12 мин |              | Судьи: Виктор Гашилов Роман Гофман Линейные судьи: Дмитрий Шишло Никита Шалагин |
|                                  |                             | |              |                                                                                 |
|                                  | 23                          | Броски | 29           |                                                                                 |

| 3 марта 2019 16:00 | Ак Барс | 2 : 3 (1:1, 0:2, 1:0) | Авангард | Татнефть Арена, Казань Зрителей: 8201 |

| Отчёт                                                              | Отчёт                       | Отчёт                                                                                         | Отчёт        | Отчёт                                                                           |
| ------------------------------------------------------------------ | --------------------------- | --------------------------------------------------------------------------------------------- | ------------ | ------------------------------------------------------------------------------- |
|                                                                    |                             |                                                                                               |              |                                                                                 |
|                                                                    | Подъяпольский Владислав     | Вратари                                                                                       | Бобков Игорь | Судьи: Роман Гофман Виктор Гашилов Линейные судьи: Дмитрий Шишло Никита Шалагин |
|                                                                    | Голы:                       |                                                                                               |              | Судьи: Роман Гофман Виктор Гашилов Линейные судьи: Дмитрий Шишло Никита Шалагин |
| Ландер А.(Азеведо Д., Постма П.) 6:22 Глухов М.(Лукоянов А.) 42:19 | 0 : 1 : 1 1 : 2 1 : 3 2 : 3 | 5:42 Шумаков С.(Семёнов К.) 24:37 Шумаков С. (Семёнов К.) 30:38 Шумаков С.(Бек Т., Зернов Д.) |              | Судьи: Роман Гофман Виктор Гашилов Линейные судьи: Дмитрий Шишло Никита Шалагин |
|                                                                    |                             |                                                                                               |              | Судьи: Роман Гофман Виктор Гашилов Линейные судьи: Дмитрий Шишло Никита Шалагин |
|                                                                    |                             |                                                                                               |              | Судьи: Роман Гофман Виктор Гашилов Линейные судьи: Дмитрий Шишло Никита Шалагин |
|                                                                    |                             |                                                                                               |              | Судьи: Роман Гофман Виктор Гашилов Линейные судьи: Дмитрий Шишло Никита Шалагин |
|                                                                    |                             |                                                                                               |              | Судьи: Роман Гофман Виктор Гашилов Линейные судьи: Дмитрий Шишло Никита Шалагин |
|                                                                    |                             |                                                                                               |              |                                                                                 |

### Западная конференция

#### (1) ЦСКА — (8) «Витязь»
| 26 февраля 2019 19:30 | ЦСКА | 4 : 0 (0:0, 2:0, 2:0) | Витязь | ЦСКА Арена Зрителей: 8243 |

| Отчёт | Отчёт                   | Отчёт   | Отчёт      | Отчёт                                                                              |
| --- | ----------------------- | ------- | ---------- | ---------------------------------------------------------------------------------- |
| |                         |         |            |                                                                                    |
| | Сорокин Илья            | Вратари | Ортио Йони | Судьи: Константин Оленин Юрий Оскирко Линейные судьи: Дмитрий Шишло Никита Шалагин |
| | Голы:                   |         |            | Судьи: Константин Оленин Юрий Оскирко Линейные судьи: Дмитрий Шишло Никита Шалагин |
| Григоренко М.(Науменков М., Капризов К.) 34:09 Шалунов М. (Хансен Я., Окулов К.) 35:13 Окулов К. (Слепышев А., Шалунов М.) 44:15 Светлаков А.(Телегин И.) 59:59 | 1 : 0 2 : 0 3 : 0 4 : 0 |         |            | Судьи: Константин Оленин Юрий Оскирко Линейные судьи: Дмитрий Шишло Никита Шалагин |
| |                         |         |            | Судьи: Константин Оленин Юрий Оскирко Линейные судьи: Дмитрий Шишло Никита Шалагин |
| |                         |         |            | Судьи: Константин Оленин Юрий Оскирко Линейные судьи: Дмитрий Шишло Никита Шалагин |
| |                         |         |            | Судьи: Константин Оленин Юрий Оскирко Линейные судьи: Дмитрий Шишло Никита Шалагин |
| 6 мин | Штраф                   | 6 мин   |            | Судьи: Константин Оленин Юрий Оскирко Линейные судьи: Дмитрий Шишло Никита Шалагин |
| |                         |         |            |                                                                                    |
| | 39                      | Броски  | 10         |                                                                                    |

| 28 февраля 2019 19:30 | ЦСКА | 6 : 2 (0:1, 4:0, 2:1) | Витязь | ЦСКА Арена Зрителей: 9682 |

| Отчёт | Отчёт                                         | Отчёт                                                                      | Отчёт      | Отчёт                                                                            |
| --- | --------------------------------------------- | -------------------------------------------------------------------------- | ---------- | -------------------------------------------------------------------------------- |
| |                                               |                                                                            |            |                                                                                  |
| | Сорокин Илья                                  | Вратари                                                                    | Ортио Йони | Судьи: Виктор Бирин Сергей Морозов Линейные судьи: Торнике Кучава Никита Новиков |
| | Голы:                                         |                                                                            |            | Судьи: Виктор Бирин Сергей Морозов Линейные судьи: Торнике Кучава Никита Новиков |
| Григоренко М.(Нестеров Н., Капризов К.) 24:51 Окулов К.(Хансен Я., Шалунов М.) 29:38 Нестеров Никита Д. 32:26 Науменков М. (Григоренко М.) 36:04 Григоренко М.(Нестеров Н.) 43:37 Марченко А.(Окулов К., Нестеров Н.) 50:17 | 0 : 1 : 1 2 : 1 3 : 1 4 : 1 5 : 1 5 : 2 6 : 2 | 18:33 Чернов П. (Кокарев Д.) 46:00 Рендулич Б.(Швец-Роговой А., Макеев А.) |            | Судьи: Виктор Бирин Сергей Морозов Линейные судьи: Торнике Кучава Никита Новиков |
| |                                               |                                                                            |            | Судьи: Виктор Бирин Сергей Морозов Линейные судьи: Торнике Кучава Никита Новиков |
| |                                               |                                                                            |            | Судьи: Виктор Бирин Сергей Морозов Линейные судьи: Торнике Кучава Никита Новиков |
| |                                               |                                                                            |            | Судьи: Виктор Бирин Сергей Морозов Линейные судьи: Торнике Кучава Никита Новиков |
| 2 мин | Штраф                                         | 8 мин                                                                      |            | Судьи: Виктор Бирин Сергей Морозов Линейные судьи: Торнике Кучава Никита Новиков |
| |                                               |                                                                            |            |                                                                                  |
| | 37                                            | Броски                                                                     | 14         |                                                                                  |

| 2 марта 2019 19:00 | Витязь | 1 : 3 (0:0, 1:1, 0:2) | ЦСКА | ЛД «Витязь», Подольск Зрителей: 5500 |

| Отчёт                        | Отчёт                 | Отчёт                                                                                                 | Отчёт        | Отчёт                                                                                  |
| ---------------------------- | --------------------- | --- | ------------ | -------------------------------------------------------------------------------------- |
|                              |                       | |              |                                                                                        |
|                              | Самонов Александр     | Вратари                                                                                               | Сорокин Илья | Судьи: Николай Акузовский Александр Соин Линейные судьи: Торнике Кучава Никита Новиков |
|                              | Голы:                 | |              | Судьи: Николай Акузовский Александр Соин Линейные судьи: Торнике Кучава Никита Новиков |
| Евсеенков А.(Сёмин А.) 38:46 | 0 : 1 : 1 1 : 2 1 : 3 | 27:25 Шалунов М.(Окулов К.) 44:46 Робинсон М.(Мамин М.) 50:38 Слепышев А.(Григоренко М., Капризов К.) |              | Судьи: Николай Акузовский Александр Соин Линейные судьи: Торнике Кучава Никита Новиков |
|                              |                       | |              | Судьи: Николай Акузовский Александр Соин Линейные судьи: Торнике Кучава Никита Новиков |
|                              |                       | |              | Судьи: Николай Акузовский Александр Соин Линейные судьи: Торнике Кучава Никита Новиков |
|                              |                       | |              | Судьи: Николай Акузовский Александр Соин Линейные судьи: Торнике Кучава Никита Новиков |
| 18 мин                       | Штраф                 | 14 мин                                                                                                |              | Судьи: Николай Акузовский Александр Соин Линейные судьи: Торнике Кучава Никита Новиков |
|                              |                       | |              |                                                                                        |
|                              |                       | |              |                                                                                        |

| 4 марта 2019 17:00 | Витязь | 1 : 3 (0:2, 1:1, 0:0) | ЦСКА | ЛД «Витязь», Подольск |

| Отчёт | Отчёт | Отчёт | Отчёт | Отчёт                                                                                  |
| ----- | ----- | ----- | ----- | -------------------------------------------------------------------------------------- |
|       |       |       |       |                                                                                        |
|       |       |       |       | Судьи: Алексей Васильев Роман Щенёв Линейные судьи: Дмитрий Сивов Александр Садовников |
|       |       |       |       |                                                                                        |
|       |       |       |       |                                                                                        |
|       |       |       |       |                                                                                        |
|       |       |       |       |                                                                                        |
|       |       |       |       |                                                                                        |
|       |       |       |       |                                                                                        |
|       |       |       |       |                                                                                        |

#### (2) СКА — (7) «Спартак»
В первом матче серии СКА во второй раз в истории КХЛ не смог забить в матче первого раунда плей-офф. Первый случай был в сезоне-2009/10, и тогда СКА на домашнем льду проиграл рижскому «Динамо» со счётом 0:2.
| 26 февраля 2019 19:30 | СКА | 0 : 2 (0:2, 0:0, 0:0) | Спартак | Ледовый дворец, Санкт-Петербург Зрителей: 12 450 |

| Отчёт | Отчёт                         | Отчёт                                                                                           | Отчёт                       | Отчёт                                                                                   |
| ----- | ----------------------------- | ----------------------------------------------------------------------------------------------- | --------------------------- | --------------------------------------------------------------------------------------- |
|       |                               |                                                                                                 |                             |                                                                                         |
|       | Игорь Шестёркин — 00:00-58:27 | Вратари                                                                                         | 00:00-60:00 — Юлиус Гудачек | Судьи: Виктор Гашилов Сергей Гусев Линейные судьи: Константин Горденко Александр Сысуев |
|       | Голы:                         |                                                                                                 |                             | Судьи: Виктор Гашилов Сергей Гусев Линейные судьи: Константин Горденко Александр Сысуев |
|       | 0 : 1 0 : 2                   | 17:26 — Робин Ганзл (бол.) (Я. Дыбленко, И. Зубов) 19:40 — Мартиньш Карсумс (бол.) (А. Фёдоров) |                             | Судьи: Виктор Гашилов Сергей Гусев Линейные судьи: Константин Горденко Александр Сысуев |
|       |                               |                                                                                                 |                             | Судьи: Виктор Гашилов Сергей Гусев Линейные судьи: Константин Горденко Александр Сысуев |
|       |                               |                                                                                                 |                             | Судьи: Виктор Гашилов Сергей Гусев Линейные судьи: Константин Горденко Александр Сысуев |
|       |                               |                                                                                                 |                             | Судьи: Виктор Гашилов Сергей Гусев Линейные судьи: Константин Горденко Александр Сысуев |
| 8 мин | Штраф                         | 8 мин                                                                                           |                             | Судьи: Виктор Гашилов Сергей Гусев Линейные судьи: Константин Горденко Александр Сысуев |
|       |                               |                                                                                                 |                             |                                                                                         |
|       | 30                            | Броски                                                                                          | 16                          |                                                                                         |

| 28 февраля 2019 19:30 | СКА | 2 : 3 (0:0, 2:0, 0:3) | Спартак | Ледовый дворец, Санкт-Петербург Зрителей: 12 362 |

| Отчёт                                                                                                | Отчёт                                     | Отчёт | Отчёт                       | Отчёт                           |
| --- | ----------------------------------------- | --- | --------------------------- | ------------------------------- |
| |                                           | |                             |                                 |
| | Игорь Шестёркин — 00:00-19:59 20:00-59:55 | Вратари | 00:00-60:00 — Юлиус Гудачек | Судьи: Сергей Гусев Иван Фатеев |
| | Голы:                                     | |                             | Судьи: Сергей Гусев Иван Фатеев |
| Роман Рукавишников — 26:05 (Д. Рундблад, С. Плотников) Александр Барабанов (бол.) — 30:52 (П. Дацюк) | 1 : 0 2 : 0 1 : 2 : 2 : 3                 | 45:53 — Дмитрий Калинин (Я. Дыбленко, Р. Ганзл) 56:52 — Илья Талалуев (бол.) (Д. Вишневский, А. Хохлачев) 59:55 — Мартиньш Карсумс (К. Даугавиньш, И. Зубов) |                             | Судьи: Сергей Гусев Иван Фатеев |
| |                                           | |                             | Судьи: Сергей Гусев Иван Фатеев |
| |                                           | |                             | Судьи: Сергей Гусев Иван Фатеев |
| |                                           | |                             | Судьи: Сергей Гусев Иван Фатеев |
| 12 мин                                                                                               | Штраф                                     | 16 мин |                             | Судьи: Сергей Гусев Иван Фатеев |
| |                                           | |                             |                                 |
| | 34                                        | Броски | 18                          |                                 |

| 2 марта 2019 19:00 | Спартак | 2 : 5 (0:1, 1:3, 1:1) | СКА | ЦСКА Арена Зрителей: 11 441 |

| Отчёт | Отчёт         | Отчёт   | Отчёт           | Отчёт                                                                                |
| ----- | ------------- | ------- | --------------- | ------------------------------------------------------------------------------------ |
|       |               |         |                 |                                                                                      |
|       | Гудачек Юлиус | Вратари | Шестёркин Игорь | Судьи: Виктор Бирин Мартин Франё Линейные судьи: Александр Захаренков Сергей Шелянин |
|       |               |         |                 | Судьи: Виктор Бирин Мартин Франё Линейные судьи: Александр Захаренков Сергей Шелянин |
|       |               |         |                 | Судьи: Виктор Бирин Мартин Франё Линейные судьи: Александр Захаренков Сергей Шелянин |
|       |               |         |                 | Судьи: Виктор Бирин Мартин Франё Линейные судьи: Александр Захаренков Сергей Шелянин |
|       |               |         |                 | Судьи: Виктор Бирин Мартин Франё Линейные судьи: Александр Захаренков Сергей Шелянин |
|       |               |         |                 | Судьи: Виктор Бирин Мартин Франё Линейные судьи: Александр Захаренков Сергей Шелянин |
|       |               |         |                 | Судьи: Виктор Бирин Мартин Франё Линейные судьи: Александр Захаренков Сергей Шелянин |
|       |               |         |                 |                                                                                      |

| 4 марта 2019 17:00 | Спартак | 2 : 3 ОТ | СКА | ЦСКА Арена Зрителей: 11 327 |

| Отчёт | Отчёт | Отчёт | Отчёт | Отчёт |
| ----- | ----- | ----- | ----- | ----- |
|       |       |       |       |       |
|       |       |       |       |       |
|       |       |       |       |       |
|       |       |       |       |       |
|       |       |       |       |       |
|       |       |       |       |       |
|       |       |       |       |       |
|       |       |       |       |       |
|       |       |       |       |       |

#### (3) «Локомотив» — (6) «Сочи»
| 25 февраля 2019 19:00 | Локомотив | 4 : 3 (ОТ) (1:2, 2:0, 0:1, 1:0) | Сочи | Арена 2000, Ярославль Зрителей: 8500 |

| Отчёт | Отчёт                                     | Отчёт                                                                                                 | Отчёт              | Отчёт                                   |
| --- | ----------------------------------------- | --- | ------------------ | --------------------------------------- |
| |                                           | |                    |                                         |
| | Коновалов Илья                            | Вратари                                                                                               | Барулин Константин | Судьи: Сергей Кулаков Александр Сергеев |
| | Голы:                                     | |                    | Судьи: Сергей Кулаков Александр Сергеев |
| Кронвалль С.(Санников С., Алексеев Денис В.) 15:09 Аверин Е.(Кронвалль С., Ильенко А.) 26:50 Кронвалль С.(Накладал Я., Локтионов А.) 31:45 Иванов Г.(Коваленко Н.) 63:17 | 0 : 1 0 : 2 1 : 2 2 : 2 3 : 2 3 : 3 4 : 3 | 7:19 Капустин К.(Алтыбармакян А.) 13:04 Йокипакка Ю.(Росен Р.) 40:51 Капустин К.(Пайгин З., Росен Р.) |                    | Судьи: Сергей Кулаков Александр Сергеев |
| |                                           | |                    | Судьи: Сергей Кулаков Александр Сергеев |
| |                                           | |                    | Судьи: Сергей Кулаков Александр Сергеев |
| |                                           | |                    | Судьи: Сергей Кулаков Александр Сергеев |
| 10 мин | Штраф                                     | 6 мин                                                                                                 |                    | Судьи: Сергей Кулаков Александр Сергеев |
| |                                           | |                    |                                         |
| | 25                                        | Броски                                                                                                | 28                 |                                         |

| 27 февраля 2019 19:30 | Локомотив | 3 : 0 (1:0, 2:0, 0:0) | Сочи | Арена 2000, Ярославль Зрителей: 8442 |

| Отчёт                                                                                                  | Отчёт             | Отчёт   | Отчёт              | Отчёт                                                                       |
| --- | ----------------- | ------- | ------------------ | --------------------------------------------------------------------------- |
| |                   |         |                    |                                                                             |
| | Коновалов Илья    | Вратари | Барулин Константин | Судьи: Сергей Беляев Денис Наумов Линейные судьи: Даниил Захаров Яков Палей |
| | Голы:             |         |                    | Судьи: Сергей Беляев Денис Наумов Линейные судьи: Даниил Захаров Яков Палей |
| Иванов Г.(Кронвалль С.) 2:24 Рафиков Р.(Накладал Я.) 20:34 Апальков Д.(Коновалов И., Рафиков Р.) 22:57 | 1 : 0 2 : 0 3 : 0 |         |                    | Судьи: Сергей Беляев Денис Наумов Линейные судьи: Даниил Захаров Яков Палей |
| |                   |         |                    | Судьи: Сергей Беляев Денис Наумов Линейные судьи: Даниил Захаров Яков Палей |
| |                   |         |                    | Судьи: Сергей Беляев Денис Наумов Линейные судьи: Даниил Захаров Яков Палей |
| |                   |         |                    | Судьи: Сергей Беляев Денис Наумов Линейные судьи: Даниил Захаров Яков Палей |
| 22 мин                                                                                                 | Штраф             | 37 мин  |                    | Судьи: Сергей Беляев Денис Наумов Линейные судьи: Даниил Захаров Яков Палей |
| |                   |         |                    |                                                                             |
| | 28                | Броски  | 22                 |                                                                             |

| 1 марта 2019 19:00 | Сочи | 3 : 2 (ОТ) (0:1, 1:1, 1:0,1:0) | Локомотив | Ледовый дворец «Большой» Зрителей: 5597 |

| Отчёт | Отчёт | Отчёт  | Отчёт | Отчёт |
| ----- | ----- | ------ | ----- | ----- |
|       |       |        |       |       |
|       |       |        |       |       |
|       |       |        |       |       |
|       |       |        |       |       |
|       |       |        |       |       |
|       |       |        |       |       |
|       |       |        |       |       |
| 6 мин | Штраф | 4 мин  |       |       |
|       |       |        |       |       |
|       | 20    | Броски | 28    |       |

| 3 марта 2019 17:00 | Сочи | 3 : 1 (1:0, 1:1, 1:0) | Локомотив | Ледовый дворец «Большой» Зрителей: 8428 |

| Отчёт | Отчёт | Отчёт | Отчёт | Отчёт |
| ----- | ----- | ----- | ----- | ----- |
|       |       |       |       |       |
|       |       |       |       |       |
|       |       |       |       |       |
|       |       |       |       |       |
|       |       |       |       |       |
|       |       |       |       |       |
|       |       |       |       |       |
|       |       |       |       |       |
|       |       |       |       |       |

#### (4) «Йокерит» — (5) «Динамо» Москва
| 25 февраля 2019 18:30 | Йокерит | 2 : 4 (0:0, 1:1, 1:3) | Динамо М | Хартвалл Арена, Хельсинки Зрителей: 8465 |

| Отчёт | Отчёт                             | Отчёт   | Отчёт              | Отчёт                                    |
| ----- | --------------------------------- | ------- | ------------------ | ---------------------------------------- |
|       |                                   |         |                    |                                          |
|       | Калниньш Янис                     | Вратари | Ерёменко Александр | Судьи: Евгений Ромасько Максим Сидоренко |
|       | Голы:                             |         |                    | Судьи: Евгений Ромасько Максим Сидоренко |
|       | 0 : 1 : 1 1 : 2 1 : 3 2 : 3 2 : 4 |         |                    | Судьи: Евгений Ромасько Максим Сидоренко |
|       |                                   |         |                    | Судьи: Евгений Ромасько Максим Сидоренко |
|       |                                   |         |                    | Судьи: Евгений Ромасько Максим Сидоренко |
|       |                                   |         |                    | Судьи: Евгений Ромасько Максим Сидоренко |
| 8 мин | Штраф                             | 6 мин   |                    | Судьи: Евгений Ромасько Максим Сидоренко |
|       |                                   |         |                    |                                          |
|       | 34                                | Броски  | 21                 |                                          |

| 27 февраля 2019 19:30 | Йокерит | 2 : 3 (1:2, 0:1, 1:0) | Динамо М | Хартвалл Арена, Хельсинки Зрителей: 12 061 |

| Отчёт | Отчёт                       | Отчёт | Отчёт | Отчёт                                    |
| ----- | --------------------------- | ----- | ----- | ---------------------------------------- |
|       |                             |       |       |                                          |
|       |                             |       |       | Судьи: Евгений Ромасько Максим Сидоренко |
|       | Голы:                       |       |       |                                          |
|       | 1 : 0 1 : 1 : 2 1 : 3 2 : 3 |       |       |                                          |
|       |                             |       |       |                                          |
|       |                             |       |       |                                          |
|       |                             |       |       |                                          |
|       |                             |       |       |                                          |
|       |                             |       |       |                                          |

| 1 марта 2019 19:00 | Динамо М | 2 : 3 (ОТ) (0:0, 2:1, 0:1, 0:1) | Йокерит | ВТБ Арена-Парк Зрителей: 8732 |

| Отчёт | Отчёт                       | Отчёт | Отчёт | Отчёт |
| ----- | --------------------------- | ----- | ----- | ----- |
|       |                             |       |       |       |
|       |                             |       |       |       |
|       | Голы:                       |       |       |       |
|       | 1 : 0 1 : 1 2 : 2 2 : 2 : 3 |       |       |       |
|       |                             |       |       |       |
|       |                             |       |       |       |
|       |                             |       |       |       |
| 8 мин | Штраф                       | 8 мин |       |       |
|       |                             |       |       |       |
|       |                             |       |       |       |

| 3 марта 2019 17:00 | Динамо М | 3 : 0 (1:0, 1:0, 1:0) | Йокерит | ВТБ Арена-Парк Зрителей: 10 087 |

| Отчёт | Отчёт | Отчёт | Отчёт | Отчёт |
| ----- | ----- | ----- | ----- | ----- |
|       |       |       |       |       |
|       |       |       |       |       |
|       |       |       |       |       |
|       |       |       |       |       |
|       |       |       |       |       |
|       |       |       |       |       |
|       |       |       |       |       |
|       |       |       |       |       |
|       |       |       |       |       |

| 5 марта 2019 19:30 | Йокерит | 2 : 1 (1:0, 0:0, 1:1) | Динамо М | Хартвалл Арена, Хельсинки Зрителей: 9452 |

| Отчёт | Отчёт | Отчёт | Отчёт | Отчёт |
| ----- | ----- | ----- | ----- | ----- |
|       |       |       |       |       |
|       |       |       |       |       |
|       |       |       |       |       |
|       |       |       |       |       |
|       |       |       |       |       |
|       |       |       |       |       |
|       |       |       |       |       |
|       |       |       |       |       |
|       |       |       |       |       |

| 7 марта 2019 19:00 | Динамо М | 6 : 2 (5:0, 1:1, 0:1) | Йокерит | ВТБ Арена-Парк Зрителей: 7259 |

| Отчёт | Отчёт | Отчёт | Отчёт | Отчёт |
| ----- | ----- | ----- | ----- | ----- |
|       |       |       |       |       |
|       |       |       |       |       |
|       |       |       |       |       |
|       |       |       |       |       |
|       |       |       |       |       |
|       |       |       |       |       |
|       |       |       |       |       |
|       |       |       |       |       |
|       |       |       |       |       |

## Полуфиналы конференций
Время начала матчей дано по Московскому времени (UTC+3).

### Восточная конференция
(1) «Автомобилист» — (6) «Салават Юлаев»
| 14 марта 2019 17:00 | Автомобилист | 0 : 1 (0:0, 0:1, 0:0) | Салават Юлаев | КРК «Уралец», Екатеринбург Зрителей: 5545 |

| Отчёт | Отчёт | Отчёт | Отчёт | Отчёт                                                                            |
| ----- | ----- | ----- | ----- | -------------------------------------------------------------------------------- |
|       |       |       |       |                                                                                  |
|       |       |       |       | Судьи: Гашилов Виктор Бондарь Денис Линейные судьи: Юдин Евгений Берсенёв Максим |
|       |       |       |       |                                                                                  |
|       |       |       |       |                                                                                  |
|       |       |       |       |                                                                                  |
|       |       |       |       |                                                                                  |
|       |       |       |       |                                                                                  |
|       |       |       |       |                                                                                  |
|       |       |       |       |                                                                                  |

| 16 марта 2019 15:00 | Автомобилист | 2 : 0 (1:0, 1:0, 0:0) | Салават Юлаев | КРК «Уралец», Екатеринбург Зрителей: 5545 |

| Отчёт | Отчёт | Отчёт | Отчёт | Отчёт                                                                               |
| ----- | ----- | ----- | ----- | ----------------------------------------------------------------------------------- |
|       |       |       |       |                                                                                     |
|       |       |       |       | Судьи: Сидоренко Максим Гашилов Виктор Линейные судьи: Юдин Евгений Берсенёв Максим |
|       |       |       |       |                                                                                     |
|       |       |       |       |                                                                                     |
|       |       |       |       |                                                                                     |
|       |       |       |       |                                                                                     |
|       |       |       |       |                                                                                     |
|       |       |       |       |                                                                                     |
|       |       |       |       |                                                                                     |

| 18 марта 2019 17:00 | Салават Юлаев | 2 : 1 ОТ (0:0, 1:0, 0:1, 1:0) | Автомобилист | Уфа-Арена Зрителей: 8070 |

| Отчёт | Отчёт       | Отчёт   | Отчёт       | Отчёт                                                                       |
| ----- | ----------- | ------- | ----------- | --------------------------------------------------------------------------- |
|       |             |         |             |                                                                             |
|       | Метсола Юха | Вратари | Коварж Якуб | Судьи: Юрий Оскирко Алексей Раводин Линейные судьи: Глеб Лазарев Яков Палей |
|       |             |         |             | Судьи: Юрий Оскирко Алексей Раводин Линейные судьи: Глеб Лазарев Яков Палей |
|       |             |         |             | Судьи: Юрий Оскирко Алексей Раводин Линейные судьи: Глеб Лазарев Яков Палей |
|       |             |         |             | Судьи: Юрий Оскирко Алексей Раводин Линейные судьи: Глеб Лазарев Яков Палей |
|       |             |         |             | Судьи: Юрий Оскирко Алексей Раводин Линейные судьи: Глеб Лазарев Яков Палей |
|       |             |         |             | Судьи: Юрий Оскирко Алексей Раводин Линейные судьи: Глеб Лазарев Яков Палей |
| 4 мин | Штраф       | 14 мин  |             | Судьи: Юрий Оскирко Алексей Раводин Линейные судьи: Глеб Лазарев Яков Палей |
|       |             |         |             |                                                                             |
|       | 43          | Броски  | 42          |                                                                             |

| 20 марта 2019 17:00 | Салават Юлаев | 4 : 2 (3:1, 1:0, 0:1) | Автомобилист | Уфа-Арена Зрителей: 8070 |

| Отчёт | Отчёт       | Отчёт   | Отчёт       | Отчёт                                                                        |
| ----- | ----------- | ------- | ----------- | ---------------------------------------------------------------------------- |
|       |             |         |             |                                                                              |
|       | Метсола Юха | Вратари | Коварж Якуб | Судьи: Юрий Оскирко Евгений Ромасько Линейные судьи: Глеб Лазарев Яков Палей |
|       |             |         |             | Судьи: Юрий Оскирко Евгений Ромасько Линейные судьи: Глеб Лазарев Яков Палей |
|       |             |         |             | Судьи: Юрий Оскирко Евгений Ромасько Линейные судьи: Глеб Лазарев Яков Палей |
|       |             |         |             | Судьи: Юрий Оскирко Евгений Ромасько Линейные судьи: Глеб Лазарев Яков Палей |
|       |             |         |             | Судьи: Юрий Оскирко Евгений Ромасько Линейные судьи: Глеб Лазарев Яков Палей |
|       |             |         |             | Судьи: Юрий Оскирко Евгений Ромасько Линейные судьи: Глеб Лазарев Яков Палей |
|       |             |         |             | Судьи: Юрий Оскирко Евгений Ромасько Линейные судьи: Глеб Лазарев Яков Палей |
|       |             |         |             |                                                                              |

| 22 марта 2019 17:00 | Автомобилист | 1:4 (0:0, 0:0, 0:0) | Салават Юлаев | КРК «Уралец», Екатеринбург |

| Отчёт | Отчёт | Отчёт | Отчёт | Отчёт |
| ----- | ----- | ----- | ----- | ----- |
|       |       |       |       |       |
|       |       |       |       |       |
|       |       |       |       |       |
|       |       |       |       |       |
|       |       |       |       |       |
|       |       |       |       |       |
|       |       |       |       |       |
|       |       |       |       |       |
|       |       |       |       |       |

(2) «Барыс» — (4) «Авангард»
| 14 марта 2019 17:00 | Барыс | 1 : 3 (0:2, 0:0, 1:1) | Авангард | Барыс Арена, Астана Зрителей: 10 482 |

| Отчёт | Отчёт | Отчёт | Отчёт | Отчёт                                                                               |
| ----- | ----- | ----- | ----- | ----------------------------------------------------------------------------------- |
|       |       |       |       |                                                                                     |
|       |       |       |       | Судьи: Оленин Константин Соин Александр Линейные судьи: Вилюгин Никита Лазарев Глеб |
|       |       |       |       |                                                                                     |
|       |       |       |       |                                                                                     |
|       |       |       |       |                                                                                     |
|       |       |       |       |                                                                                     |
|       |       |       |       |                                                                                     |
|       |       |       |       |                                                                                     |
|       |       |       |       |                                                                                     |

| 16 марта 2019 17:00 | Барыс | 4 : 2 (0:0, 2:0, 2:2) | Авангард | Барыс Арена, Астана Зрителей: 10 420 |

| Отчёт | Отчёт | Отчёт | Отчёт | Отчёт                                                                                 |
| ----- | ----- | ----- | ----- | ------------------------------------------------------------------------------------- |
|       |       |       |       |                                                                                       |
|       |       |       |       | Судьи: Оленин Константин Ромасько Евгений Линейные судьи: Лазарев Глеб Вилюгин Никита |
|       |       |       |       |                                                                                       |
|       |       |       |       |                                                                                       |
|       |       |       |       |                                                                                       |
|       |       |       |       |                                                                                       |
|       |       |       |       |                                                                                       |
|       |       |       |       |                                                                                       |
|       |       |       |       |                                                                                       |

| 18 марта 2019 17:00 | Авангард | 5 : 0 (1:0, 2:0, 2:0) | Барыс | Арена «Балашиха», Балашиха Зрителей: 5397 |

| Отчёт  | Отчёт        | Отчёт   | Отчёт           | Отчёт                                                                           |
| ------ | ------------ | ------- | --------------- | ------------------------------------------------------------------------------- |
|        |              |         |                 |                                                                                 |
|        | Бобков Игорь | Вратари | Карлссон Хенрик | Судьи: Денис Наумов Мартин Франё Линейные судьи: Юрий Иванов Александр Чернышёв |
|        |              |         |                 | Судьи: Денис Наумов Мартин Франё Линейные судьи: Юрий Иванов Александр Чернышёв |
|        |              |         |                 | Судьи: Денис Наумов Мартин Франё Линейные судьи: Юрий Иванов Александр Чернышёв |
|        |              |         |                 | Судьи: Денис Наумов Мартин Франё Линейные судьи: Юрий Иванов Александр Чернышёв |
|        |              |         |                 | Судьи: Денис Наумов Мартин Франё Линейные судьи: Юрий Иванов Александр Чернышёв |
|        |              |         |                 | Судьи: Денис Наумов Мартин Франё Линейные судьи: Юрий Иванов Александр Чернышёв |
| 12 мин | Штраф        | 53 мин  |                 | Судьи: Денис Наумов Мартин Франё Линейные судьи: Юрий Иванов Александр Чернышёв |
|        |              |         |                 |                                                                                 |
|        | 31           | Броски  | 20              |                                                                                 |

| 20 марта 2019 17:00 | Авангард | 3 : 1 (0:0, 1:1, 2:0) | Барыс | Арена «Балашиха», Балашиха |

| Отчёт | Отчёт                   | Отчёт                                 | Отчёт | Отчёт                                                                            |
| --- | ----------------------- | ------------------------------------- | ----- | -------------------------------------------------------------------------------- |
| |                         |                                       |       |                                                                                  |
| |                         |                                       |       | Судьи: Сергей Кулаков Алексей Белов Линейные судьи: Дмитрий Шишло Никита Шалагин |
| | Голы:                   |                                       |       |                                                                                  |
| Яремчук А.(Бондарев А., Фисенко М.) 27:36 Чудинов М.(Пивцакин Н., Франсон К.) 47:22 Чудинов М.(Бек Т., Франсон К.) 54:25 | 1 : 0 1 : 1 2 : 1 3 : 1 | 28:40 Фрэттин М.(Боченски Б., Диц Д.) |       |                                                                                  |
| |                         |                                       |       |                                                                                  |
| |                         |                                       |       |                                                                                  |
| |                         |                                       |       |                                                                                  |
| 29 мин | Штраф                   | 29 мин                                |       |                                                                                  |
| |                         |                                       |       |                                                                                  |
| | 26                      | Броски                                | 20    |                                                                                  |

| 22 марта 2019 17:00 | Барыс | 3:5 (0:0, 0:0, 0:0) | Авангард | Барыс Арена, Астана |

| Отчёт | Отчёт | Отчёт | Отчёт | Отчёт |
| ----- | ----- | ----- | ----- | ----- |
|       |       |       |       |       |
|       |       |       |       |       |
|       |       |       |       |       |
|       |       |       |       |       |
|       |       |       |       |       |
|       |       |       |       |       |
|       |       |       |       |       |
|       |       |       |       |       |
|       |       |       |       |       |

### Западная конференция
(1) ЦСКА — (5) «Динамо» Москва
| 13 марта 2019 19:30 | ЦСКА | 4 : 1 (2:0, 1:1, 1:0) | Динамо Мск | ЦСКА Арена Зрителей: 10 230 |

| Отчёт | Отчёт                         | Отчёт                                         | Отчёт              | Отчёт                                                                         |
| --- | ----------------------------- | --------------------------------------------- | ------------------ | ----------------------------------------------------------------------------- |
| |                               |                                               |                    |                                                                               |
| | Сорокин Илья                  | Вратари                                       | Ерёменко Александр | Судьи: Виктор Бирин Роман Гофман Линейные судьи: Никита Шалагин Дмитрий Шишло |
| | Голы:                         |                                               |                    | Судьи: Виктор Бирин Роман Гофман Линейные судьи: Никита Шалагин Дмитрий Шишло |
| Капризов К.(Робинсон М., Блажиевский А.) 3:11 Григоренко М. 18:24 Вей Л.(Окулов К., Нестеров Н.) 29:58 Нестеров Н.(Окулов К., Шалунов М.) 41:42 | 1 : 0 2 : 0 2 : 1 3 : 1 4 : 1 | 21:15 Чайковски М.(Закриссон П., Индрашис М.) |                    | Судьи: Виктор Бирин Роман Гофман Линейные судьи: Никита Шалагин Дмитрий Шишло |
| |                               |                                               |                    | Судьи: Виктор Бирин Роман Гофман Линейные судьи: Никита Шалагин Дмитрий Шишло |
| |                               |                                               |                    | Судьи: Виктор Бирин Роман Гофман Линейные судьи: Никита Шалагин Дмитрий Шишло |
| |                               |                                               |                    | Судьи: Виктор Бирин Роман Гофман Линейные судьи: Никита Шалагин Дмитрий Шишло |
| 2 мин | Штраф                         | 8 мин                                         |                    | Судьи: Виктор Бирин Роман Гофман Линейные судьи: Никита Шалагин Дмитрий Шишло |
| |                               |                                               |                    |                                                                               |
| | 32                            | Броски                                        | 15                 |                                                                               |

| 15 марта 2019 19:30 | ЦСКА | 0 : 1 OT (0:0, 0:0, 0:0, 0:1) | Динамо Мск | ЦСКА Арена Зрителей: 10 820 |

| Отчёт | Отчёт        | Отчёт                           | Отчёт        | Отчёт                                                                                |
| ----- | ------------ | ------------------------------- | ------------ | ------------------------------------------------------------------------------------ |
|       |              |                                 |              |                                                                                      |
|       | Сорокин Илья | Вратари                         | Бочаров Иван | Судьи: Франё Мартин Гусев Сергей Линейные судьи: Садовников Александр Шелянин Сергей |
|       | Голы:        |                                 |              | Судьи: Франё Мартин Гусев Сергей Линейные судьи: Садовников Александр Шелянин Сергей |
|       | 0 : 1        | 60:35 Брюквин В. (Меньшиков В.) |              | Судьи: Франё Мартин Гусев Сергей Линейные судьи: Садовников Александр Шелянин Сергей |
|       |              |                                 |              | Судьи: Франё Мартин Гусев Сергей Линейные судьи: Садовников Александр Шелянин Сергей |
|       |              |                                 |              | Судьи: Франё Мартин Гусев Сергей Линейные судьи: Садовников Александр Шелянин Сергей |
|       |              |                                 |              | Судьи: Франё Мартин Гусев Сергей Линейные судьи: Садовников Александр Шелянин Сергей |
| 8 мин | Штраф        | 6 мин                           |              | Судьи: Франё Мартин Гусев Сергей Линейные судьи: Садовников Александр Шелянин Сергей |
|       |              |                                 |              |                                                                                      |
|       | 22           | Броски                          | 21           |                                                                                      |

| 17 марта 2019 19:00 | Динамо Мск | 0 : 4 (0:1, 0:2, 0:1) | ЦСКА | ВТБ Арена-Парк Зрителей: 10 345 |

| Отчёт  | Отчёт                   | Отчёт | Отчёт           | Отчёт                                                                                  |
| ------ | ----------------------- | --- | --------------- | -------------------------------------------------------------------------------------- |
|        |                         | |                 |                                                                                        |
|        | Бочаров Иван            | Вратари | Сорокин Илья И. | Судьи: Сергей Кулаков Алексей Белов Линейные судьи: Александр Захаренков Дмитрий Сивов |
|        | Голы:                   | |                 | Судьи: Сергей Кулаков Алексей Белов Линейные судьи: Александр Захаренков Дмитрий Сивов |
|        | 0 : 1 0 : 2 0 : 3 0 : 4 | 4:31 Слепышев А. (Григоренко М., Капризов К.) 33:03 Окулов К.(Робинсон М., Марченко А.) 36:52 Окулов К.(Попов А., Марченко А.) 59:59 Шалунов М. (Вей Л.) |                 | Судьи: Сергей Кулаков Алексей Белов Линейные судьи: Александр Захаренков Дмитрий Сивов |
|        |                         | |                 | Судьи: Сергей Кулаков Алексей Белов Линейные судьи: Александр Захаренков Дмитрий Сивов |
|        |                         | |                 | Судьи: Сергей Кулаков Алексей Белов Линейные судьи: Александр Захаренков Дмитрий Сивов |
|        |                         | |                 | Судьи: Сергей Кулаков Алексей Белов Линейные судьи: Александр Захаренков Дмитрий Сивов |
| 20 мин | Штраф                   | 18 мин |                 | Судьи: Сергей Кулаков Алексей Белов Линейные судьи: Александр Захаренков Дмитрий Сивов |
|        |                         | |                 |                                                                                        |
|        | 23                      | Броски | 38              |                                                                                        |

| 19 марта 2019 17:00 | Динамо Мск | 1:2 (1:0, 0:0, 0:2) | ЦСКА | ВТБ Арена-Парк Зрителей: 10 119 |

| Отчёт                                     | Отчёт              | Отчёт                                                             | Отчёт        | Отчёт                                                                                             |
| ----------------------------------------- | ------------------ | ----------------------------------------------------------------- | ------------ | ------------------------------------------------------------------------------------------------- |
|                                           |                    |                                                                   |              |                                                                                                   |
|                                           | Ерёменко Александр | Вратари                                                           | Сорокин Илья | Судьи: Виктор Гашилов Константин Оленин Линейные судьи: Александр Садовников Александр Захаренков |
|                                           | Голы:              |                                                                   |              | Судьи: Виктор Гашилов Константин Оленин Линейные судьи: Александр Садовников Александр Захаренков |
| Хиетанен Ю.(Никулин И., Шипачёв В.) 17:06 | 1 : 0 1 : 1 : 2    | 44:04 Окулов К. (Вей Л.) 59:35 Робинсон М.(Вей Л., Григоренко М.) |              | Судьи: Виктор Гашилов Константин Оленин Линейные судьи: Александр Садовников Александр Захаренков |
|                                           |                    |                                                                   |              | Судьи: Виктор Гашилов Константин Оленин Линейные судьи: Александр Садовников Александр Захаренков |
|                                           |                    |                                                                   |              | Судьи: Виктор Гашилов Константин Оленин Линейные судьи: Александр Садовников Александр Захаренков |
|                                           |                    |                                                                   |              | Судьи: Виктор Гашилов Константин Оленин Линейные судьи: Александр Садовников Александр Захаренков |
| 4 мин                                     | Штраф              | 8 мин                                                             |              | Судьи: Виктор Гашилов Константин Оленин Линейные судьи: Александр Садовников Александр Захаренков |
|                                           |                    |                                                                   |              |                                                                                                   |
|                                           | 27                 | Броски                                                            | 24           |                                                                                                   |

| 21 марта 2019 19:30 | ЦСКА | 3 : 2 (1:1, 1:1, 1:0) | Динамо Мск | ЦСКА Арена Зрителей: 10 455 |

| Отчёт | Отчёт                         | Отчёт                                                                                | Отчёт              | Отчёт                                                                                |
| --- | ----------------------------- | ------------------------------------------------------------------------------------ | ------------------ | ------------------------------------------------------------------------------------ |
| |                               |                                                                                      |                    |                                                                                      |
| | Сорокин Илья                  | Вратари                                                                              | Ерёменко Александр | Судьи: Денис Наумов Александр Сергеев Линейные судьи: Юрий Иванов Александр Чернышёв |
| | Голы:                         |                                                                                      |                    | Судьи: Денис Наумов Александр Сергеев Линейные судьи: Юрий Иванов Александр Чернышёв |
| Карнаухов П.(Марченко А., Светлаков А.) 13:13 Хансен Я.(Робинсон М., Окулов К.) 30:01 Вей Л.(Григоренко М., Капризов К.) 46:47 | 1 : 0 1 : 1 2 : 1 2 : 2 3 : 2 | 19:10 Зайцев Е.(Шипачёв В., Брюквин В.) 38:56 Кагарлицкий Д.(Никулин И., Шипачёв В.) |                    | Судьи: Денис Наумов Александр Сергеев Линейные судьи: Юрий Иванов Александр Чернышёв |
| |                               |                                                                                      |                    | Судьи: Денис Наумов Александр Сергеев Линейные судьи: Юрий Иванов Александр Чернышёв |
| |                               |                                                                                      |                    | Судьи: Денис Наумов Александр Сергеев Линейные судьи: Юрий Иванов Александр Чернышёв |
| |                               |                                                                                      |                    | Судьи: Денис Наумов Александр Сергеев Линейные судьи: Юрий Иванов Александр Чернышёв |
| 9 мин | Штраф                         | 11 мин                                                                               |                    | Судьи: Денис Наумов Александр Сергеев Линейные судьи: Юрий Иванов Александр Чернышёв |
| |                               |                                                                                      |                    |                                                                                      |
| | 34                            | Броски                                                                               | 19                 |                                                                                      |

(2) СКА — (3) «Локомотив»
| 13 марта 2019 19:30 | СКА | 1 : 0 (0:0, 0:0, 1:0) | Локомотив | Ледовый дворец, Санкт-Петербург Зрителей: 12 235 |

| Отчёт                                       | Отчёт            | Отчёт   | Отчёт           | Отчёт                                                                                 |
| ------------------------------------------- | ---------------- | ------- | --------------- | ------------------------------------------------------------------------------------- |
|                                             |                  |         |                 |                                                                                       |
|                                             | Хелльберг Магнус | Вратари | Салак Александр | Судьи: Сергей Кулаков Александр Сергеев Линейные судьи: Торнике Кучава Никита Новиков |
|                                             | Голы:            |         |                 | Судьи: Сергей Кулаков Александр Сергеев Линейные судьи: Торнике Кучава Никита Новиков |
| Рундблад Д.(Якупов Н., Коскиранта Я.) 46:16 | 1 : 0            |         |                 | Судьи: Сергей Кулаков Александр Сергеев Линейные судьи: Торнике Кучава Никита Новиков |
|                                             |                  |         |                 | Судьи: Сергей Кулаков Александр Сергеев Линейные судьи: Торнике Кучава Никита Новиков |
|                                             |                  |         |                 | Судьи: Сергей Кулаков Александр Сергеев Линейные судьи: Торнике Кучава Никита Новиков |
|                                             |                  |         |                 | Судьи: Сергей Кулаков Александр Сергеев Линейные судьи: Торнике Кучава Никита Новиков |
| 4 мин                                       | Штраф            | 10 мин  |                 | Судьи: Сергей Кулаков Александр Сергеев Линейные судьи: Торнике Кучава Никита Новиков |
|                                             |                  |         |                 |                                                                                       |
|                                             | 27               | Броски  | 23              |                                                                                       |

| 15 марта 2019 19:30 | СКА | 6 : 1 (1:1, 3:0, 2:0) | Локомотив | Ледовый дворец, Санкт-Петербург Зрителей: 12 307 |

| Отчёт | Отчёт | Отчёт | Отчёт | Отчёт                                                                             |
| ----- | ----- | ----- | ----- | --------------------------------------------------------------------------------- |
|       |       |       |       |                                                                                   |
|       |       |       |       | Судьи: Наумов Денис Раводин Алексей Линейные судьи: Новиков Никита Кучава Торнике |
|       |       |       |       |                                                                                   |
|       |       |       |       |                                                                                   |
|       |       |       |       |                                                                                   |
|       |       |       |       |                                                                                   |
|       |       |       |       |                                                                                   |
|       |       |       |       |                                                                                   |
|       |       |       |       |                                                                                   |

| 17 марта 2019 19:00 | Локомотив | 3 : 1 (1:0, 1:0, 1:1) | СКА | Арена 2000, Ярославль Зрителей: 8500 |

| Отчёт | Отчёт | Отчёт  | Отчёт | Отчёт                                                                               |
| ----- | ----- | ------ | ----- | ----------------------------------------------------------------------------------- |
|       |       |        |       |                                                                                     |
|       |       |        |       | Судьи: Сергей Гусев Роман Гофман Линейные судьи: Сергей Шелянин Константин Горденко |
|       |       |        |       |                                                                                     |
|       |       |        |       |                                                                                     |
|       |       |        |       |                                                                                     |
|       |       |        |       |                                                                                     |
|       |       |        |       |                                                                                     |
| 6 мин | Штраф | 4 мин  |       |                                                                                     |
|       |       |        |       |                                                                                     |
|       | 29    | Броски | 31    |                                                                                     |

| 19 марта 2019 17:00 | Локомотив | 1 : 3 (0:1, 0:0, 1:2) | СКА | Арена 2000, Ярославль Зрителей: 9000 |

| Отчёт | Отчёт | Отчёт | Отчёт | Отчёт                                                                                |
| ----- | ----- | ----- | ----- | ------------------------------------------------------------------------------------ |
|       |       |       |       |                                                                                      |
|       |       |       |       | Судьи: Сергей Беляев Сергей Гусев Линейные судьи: Сергей Шелянин Константин Горденко |
|       |       |       |       |                                                                                      |
|       |       |       |       |                                                                                      |
|       |       |       |       |                                                                                      |
|       |       |       |       |                                                                                      |
|       |       |       |       |                                                                                      |
|       |       |       |       |                                                                                      |
|       |       |       |       |                                                                                      |

| 21 марта 2019 19:30 | СКА | 5 : 4 ОТ (0:1, 4:1, 0:2, 1:0) | Локомотив | Ледовый дворец, Санкт-Петербург Зрителей: 12 223 |

| Отчёт | Отчёт | Отчёт | Отчёт | Отчёт |
| ----- | ----- | ----- | ----- | ----- |
|       |       |       |       |       |
|       |       |       |       |       |
|       |       |       |       |       |
|       |       |       |       |       |
|       |       |       |       |       |
|       |       |       |       |       |
|       |       |       |       |       |
|       |       |       |       |       |
|       |       |       |       |       |

## Финалы конференций
Время начала матчей дано по Московскому времени (UTC+3).

### Финал Восточной конференции
(4) «Авангард» — (6) «Салават Юлаев»
| 29 марта 2019 17:00 | Авангард | 4:3 OT (1:0, 1:2, 1:1, 1:0) | Салават Юлаев | Арена «Балашиха», Балашиха Зрителей: 5507 |

| Отчёт | Отчёт                                 | Отчёт | Отчёт       | Отчёт                                                                                  |
| --- | ------------------------------------- | --- | ----------- | -------------------------------------------------------------------------------------- |
| |                                       | |             |                                                                                        |
| | Бобков Игорь                          | Вратари | Метсола Юха | Судьи: Александр Соин Константин Оленин Линейные судьи: Александр Чернышёв Юрий Иванов |
| | Голы:                                 | |             | Судьи: Александр Соин Константин Оленин Линейные судьи: Александр Чернышёв Юрий Иванов |
| Бек Т.(Франсон К., Шумаков С.) 10:38 Покка В.(Деарне Д.) 21:59 Стольберг В.(Деарне Д., Бек Т.) 52:01 Шумаков С.(Франсон К., Бек Т.) 64:03 | 1 : 0 1 : 1 2 : 1 2 : 2 : 3 : 3 4 : 3 | 20:51 Арзамасцев З.(Умарк Л., Хартикайнен Т.) 32:09 Хохряков П.(Кугрышев Д., Ткачёв В.) 46:13 Кемппайнен Й.(Умарк Л., Хартикайнен Т.) |             | Судьи: Александр Соин Константин Оленин Линейные судьи: Александр Чернышёв Юрий Иванов |
| |                                       | |             | Судьи: Александр Соин Константин Оленин Линейные судьи: Александр Чернышёв Юрий Иванов |
| |                                       | |             | Судьи: Александр Соин Константин Оленин Линейные судьи: Александр Чернышёв Юрий Иванов |
| |                                       | |             | Судьи: Александр Соин Константин Оленин Линейные судьи: Александр Чернышёв Юрий Иванов |
| 2 мин | Штраф                                 | 20 мин |             | Судьи: Александр Соин Константин Оленин Линейные судьи: Александр Чернышёв Юрий Иванов |
| |                                       | |             |                                                                                        |
| | 44                                    | Броски | 27          |                                                                                        |

| 31 марта 2019 15:00 | Авангард | 4:1 (0:0, 1:0, 3:1) | Салават Юлаев | Арена «Балашиха», Балашиха Зрителей: 5501 |

| Отчёт                                                                                                   | Отчёт                         | Отчёт                                     | Отчёт       | Отчёт                                                                              |
| --- | ----------------------------- | ----------------------------------------- | ----------- | ---------------------------------------------------------------------------------- |
| |                               |                                           |             |                                                                                    |
| | Бобков Игорь                  | Вратари                                   | Метсола Юха | Судьи: Роман Гофман Максим Сидоренко Линейные судьи: Сергей Шелянин Торнике Кучава |
| | Голы:                         |                                           |             | Судьи: Роман Гофман Максим Сидоренко Линейные судьи: Сергей Шелянин Торнике Кучава |
| Широков С.(Деарне Д., Бек Т.) 33:11 Бек Т.(Деарне Д.) 46:32 Семёнов К.(Петров К.) 55:33 Емелин А. 59:36 | 1 : 0 1 : 1 2 : 1 3 : 1 4 : 1 | 43:32 Ткачёв В.(Умарк Л., Хартикайнен Т.) |             | Судьи: Роман Гофман Максим Сидоренко Линейные судьи: Сергей Шелянин Торнике Кучава |
| |                               |                                           |             | Судьи: Роман Гофман Максим Сидоренко Линейные судьи: Сергей Шелянин Торнике Кучава |
| |                               |                                           |             | Судьи: Роман Гофман Максим Сидоренко Линейные судьи: Сергей Шелянин Торнике Кучава |
| |                               |                                           |             | Судьи: Роман Гофман Максим Сидоренко Линейные судьи: Сергей Шелянин Торнике Кучава |
| 4 мин                                                                                                   | Штраф                         | 4 мин                                     |             | Судьи: Роман Гофман Максим Сидоренко Линейные судьи: Сергей Шелянин Торнике Кучава |
| |                               |                                           |             |                                                                                    |
| | 41                            | Броски                                    | 17          |                                                                                    |

| 2 апреля 2019 17:00 | Салават Юлаев | 5:1 (3:0, 0:1, 2:0) | Авангард | Уфа-Арена, Уфа Зрителей: 8070 |

| Отчёт | Отчёт                               | Отчёт                                  | Отчёт        | Отчёт                                                                         |
| --- | ----------------------------------- | -------------------------------------- | ------------ | ----------------------------------------------------------------------------- |
| |                                     |                                        |              |                                                                               |
| | Метсола Юха                         | Вратари                                | Бобков Игорь | Судьи: Денис Наумов Мартин Франё Линейные судьи: Никита Шалагин Дмитрий Сивов |
| | Голы:                               |                                        |              | Судьи: Денис Наумов Мартин Франё Линейные судьи: Никита Шалагин Дмитрий Сивов |
| Сергеев А.(Майоров М., Хохряков П.) 10:53 Кемппайнен Й.(Хартикайнен Т., Умарк Л.) 14:12 Хартикайнен Т.(Умарк Л., Ларсен Ф.) 19:25 Майоров М.(Жарков В.) 58:50 Хохряков П.(Кугрышев Д.) 59:42 | 1 : 0 2 : 0 3 : 0 3 : 1 4 : 1 5 : 1 | 37:08 Зернов Д.(Деарне Д., Франсон К.) |              | Судьи: Денис Наумов Мартин Франё Линейные судьи: Никита Шалагин Дмитрий Сивов |
| |                                     |                                        |              | Судьи: Денис Наумов Мартин Франё Линейные судьи: Никита Шалагин Дмитрий Сивов |
| |                                     |                                        |              | Судьи: Денис Наумов Мартин Франё Линейные судьи: Никита Шалагин Дмитрий Сивов |
| |                                     |                                        |              | Судьи: Денис Наумов Мартин Франё Линейные судьи: Никита Шалагин Дмитрий Сивов |
| 16 мин | Штраф                               | 10 мин                                 |              | Судьи: Денис Наумов Мартин Франё Линейные судьи: Никита Шалагин Дмитрий Сивов |
| |                                     |                                        |              |                                                                               |
| | 29                                  | Броски                                 | 30           |                                                                               |

| 4 апреля 2019 17:00 | Салават Юлаев | 2:4 (0:0, 2:3, 0:1) | Авангард | Уфа-Арена, Уфа Зрителей: 8070 |

| Отчёт                                                           | Отчёт                               | Отчёт                                                                                       | Отчёт        | Отчёт                                                                             |
| --------------------------------------------------------------- | ----------------------------------- | ------------------------------------------------------------------------------------------- | ------------ | --------------------------------------------------------------------------------- |
|                                                                 |                                     |                                                                                             |              |                                                                                   |
|                                                                 | Метсола Юха                         | Вратари                                                                                     | Бобков Игорь | Судьи: Сергей Гусев Сергей Кулаков Линейные судьи: Максим Берсенёв Никита Шалагин |
|                                                                 | Голы:                               |                                                                                             |              | Судьи: Сергей Гусев Сергей Кулаков Линейные судьи: Максим Берсенёв Никита Шалагин |
| Хартикайнен Т.(Умарк Л., Кемппайнен Й.) 27:56 30:09 Хохряков П. | 0 : 1 0 : 2 1 : 2 2 : 2 2 : 3 2 : 4 | 21:25 Шумаков Сергей 23:53 Михеев И.(Бобков И., Франсон К.) 37:06 Михеев И. 58:49 Зернов Д. |              | Судьи: Сергей Гусев Сергей Кулаков Линейные судьи: Максим Берсенёв Никита Шалагин |
|                                                                 |                                     |                                                                                             |              | Судьи: Сергей Гусев Сергей Кулаков Линейные судьи: Максим Берсенёв Никита Шалагин |
|                                                                 |                                     |                                                                                             |              | Судьи: Сергей Гусев Сергей Кулаков Линейные судьи: Максим Берсенёв Никита Шалагин |
|                                                                 |                                     |                                                                                             |              | Судьи: Сергей Гусев Сергей Кулаков Линейные судьи: Максим Берсенёв Никита Шалагин |
| 68 мин                                                          | Штраф                               | 39 мин                                                                                      |              | Судьи: Сергей Гусев Сергей Кулаков Линейные судьи: Максим Берсенёв Никита Шалагин |
|                                                                 |                                     |                                                                                             |              |                                                                                   |
|                                                                 | 25                                  | Броски                                                                                      | 36           |                                                                                   |

| 6 апреля 2019 17:00 | Авангард | 2:3 2OT (1:1, 1:0, 0:1, 0:1) | Салават Юлаев | Арена «Балашиха», Балашиха Зрителей: 5499 |

| Отчёт | Отчёт        | Отчёт   | Отчёт       | Отчёт                                                                                |
| ----- | ------------ | ------- | ----------- | ------------------------------------------------------------------------------------ |
|       |              |         |             |                                                                                      |
|       | Бобков Игорь | Вратари | Метсола Юха | Судьи: Максим Сидоренко Сергей Беляев Линейные судьи: Александр Чернышёв Юрий Иванов |
|       |              |         |             | Судьи: Максим Сидоренко Сергей Беляев Линейные судьи: Александр Чернышёв Юрий Иванов |
|       |              |         |             | Судьи: Максим Сидоренко Сергей Беляев Линейные судьи: Александр Чернышёв Юрий Иванов |
|       |              |         |             | Судьи: Максим Сидоренко Сергей Беляев Линейные судьи: Александр Чернышёв Юрий Иванов |
|       |              |         |             | Судьи: Максим Сидоренко Сергей Беляев Линейные судьи: Александр Чернышёв Юрий Иванов |
|       |              |         |             | Судьи: Максим Сидоренко Сергей Беляев Линейные судьи: Александр Чернышёв Юрий Иванов |
| 4 мин | Штраф        | 6 мин   |             | Судьи: Максим Сидоренко Сергей Беляев Линейные судьи: Александр Чернышёв Юрий Иванов |
|       |              |         |             |                                                                                      |
|       | 60           | Броски  | 41          |                                                                                      |

| 8 апреля 2019 17:00 | Салават Юлаев | 0:1 3ОТ (0:0, 0:0, 0:0, 0:0, 0:1) | Авангард | Уфа-Арена, Уфа Зрителей: 8070 |

| Отчёт | Отчёт       | Отчёт   | Отчёт        | Отчёт                                                                                           |
| ----- | ----------- | ------- | ------------ | ----------------------------------------------------------------------------------------------- |
|       |             |         |              |                                                                                                 |
|       | Метсола Юха | Вратари | Бобков Игорь | Судьи: Сергей Беляев Максим Сидоренко Линейные судьи: Александр Захаренков Александр Садовников |
|       |             |         |              | Судьи: Сергей Беляев Максим Сидоренко Линейные судьи: Александр Захаренков Александр Садовников |
|       |             |         |              | Судьи: Сергей Беляев Максим Сидоренко Линейные судьи: Александр Захаренков Александр Садовников |
|       |             |         |              | Судьи: Сергей Беляев Максим Сидоренко Линейные судьи: Александр Захаренков Александр Садовников |
|       |             |         |              | Судьи: Сергей Беляев Максим Сидоренко Линейные судьи: Александр Захаренков Александр Садовников |
|       |             |         |              | Судьи: Сергей Беляев Максим Сидоренко Линейные судьи: Александр Захаренков Александр Садовников |
| 4 мин | Штраф       | 4 мин   |              | Судьи: Сергей Беляев Максим Сидоренко Линейные судьи: Александр Захаренков Александр Садовников |
|       |             |         |              |                                                                                                 |
|       |             |         |              |                                                                                                 |

### Финал Западной конференции
(1) ЦСКА — (2) СКА
| 28 марта 2019 19:30 | ЦСКА | 2:1 (1:1, 1:0, 0:0) | СКА | ЦСКА Арена, Москва Зрителей: 11 166 |

| Отчёт                                                        | Отчёт           | Отчёт                                           | Отчёт            | Отчёт                                                                                    |
| ------------------------------------------------------------ | --------------- | ----------------------------------------------- | ---------------- | ---------------------------------------------------------------------------------------- |
|                                                              |                 |                                                 |                  |                                                                                          |
|                                                              | Сорокин Илья    | Вратари                                         | Хелльберг Магнус | Судьи: Сергей Беляев Евгений Ромасько Линейные судьи: Александр Садовников Дмитрий Сивов |
|                                                              | Голы:           |                                                 |                  | Судьи: Сергей Беляев Евгений Ромасько Линейные судьи: Александр Садовников Дмитрий Сивов |
| Попов А. 17:21 Григоренко М.(Нестеров Н., Капризов К.) 27:55 | 0 : 1 : 1 2 : 1 | 14:12 Хафизуллин Д.(Плотников С., Бывальцев А.) |                  | Судьи: Сергей Беляев Евгений Ромасько Линейные судьи: Александр Садовников Дмитрий Сивов |
|                                                              |                 |                                                 |                  | Судьи: Сергей Беляев Евгений Ромасько Линейные судьи: Александр Садовников Дмитрий Сивов |
|                                                              |                 |                                                 |                  | Судьи: Сергей Беляев Евгений Ромасько Линейные судьи: Александр Садовников Дмитрий Сивов |
|                                                              |                 |                                                 |                  | Судьи: Сергей Беляев Евгений Ромасько Линейные судьи: Александр Садовников Дмитрий Сивов |
| 10 мин                                                       | Штраф           | 2 мин                                           |                  | Судьи: Сергей Беляев Евгений Ромасько Линейные судьи: Александр Садовников Дмитрий Сивов |
|                                                              |                 |                                                 |                  |                                                                                          |
|                                                              | 12              | Броски                                          | 37               |                                                                                          |

| 30 марта 2019 19:30 | ЦСКА | 3:1 (1:0, 1:1, 1:0) | СКА | ЦСКА Арена, Москва Зрителей: 11 238 |

| Отчёт | Отчёт                   | Отчёт                                       | Отчёт           | Отчёт                                                                                  |
| --- | ----------------------- | ------------------------------------------- | --------------- | -------------------------------------------------------------------------------------- |
| |                         |                                             |                 |                                                                                        |
| | Сорокин Илья            | Вратари                                     | Шестёркин Игорь | Судьи: Алексей Белов Сергей Кулаков Линейные судьи: Александр Захаренков Дмитрий Шишло |
| | Голы:                   |                                             |                 | Судьи: Алексей Белов Сергей Кулаков Линейные судьи: Александр Захаренков Дмитрий Шишло |
| Капризов К.(Григоренко М., Шалунов М.) 12:58 Скотт Г.(Шалунов М., Нестеров Н.) 36:24 Телегин И.(Светлаков А., Мамин М.) 49:54 | 1 : 0 2 : 0 2 : 1 3 : 1 | 38:51 Гусев Н.(Хафизуллин Д., Бывальцев А.) |                 | Судьи: Алексей Белов Сергей Кулаков Линейные судьи: Александр Захаренков Дмитрий Шишло |
| |                         |                                             |                 | Судьи: Алексей Белов Сергей Кулаков Линейные судьи: Александр Захаренков Дмитрий Шишло |
| |                         |                                             |                 | Судьи: Алексей Белов Сергей Кулаков Линейные судьи: Александр Захаренков Дмитрий Шишло |
| |                         |                                             |                 | Судьи: Алексей Белов Сергей Кулаков Линейные судьи: Александр Захаренков Дмитрий Шишло |
| 12 мин | Штраф                   | 6 мин                                       |                 | Судьи: Алексей Белов Сергей Кулаков Линейные судьи: Александр Захаренков Дмитрий Шишло |
| |                         |                                             |                 |                                                                                        |
| | 19                      | Броски                                      | 26              |                                                                                        |

| 1 апреля 2019 19:00 | СКА | 2:1 ОТ (0:1, 1:0, 0:0, 1:0) | ЦСКА | Ледовый дворец, Санкт-Петербург Зрителей: 12 568 |

| Отчёт                                                       | Отчёт           | Отчёт                            | Отчёт        | Отчёт                                                                              |
| ----------------------------------------------------------- | --------------- | -------------------------------- | ------------ | ---------------------------------------------------------------------------------- |
|                                                             |                 |                                  |              |                                                                                    |
|                                                             | Шестёркин Игорь | Вратари                          | Сорокин Илья | Судьи: Виктор Гашилов Алексей Раводин Линейные судьи: Никита Вилюгин Дмитрий Шишло |
|                                                             | Голы:           |                                  |              | Судьи: Виктор Гашилов Алексей Раводин Линейные судьи: Никита Вилюгин Дмитрий Шишло |
| Барабанов А.(Зуб А., Прохоркин Н.) 27:58 Прохоркин Н. 72:43 | 0 : 1 : 1 2 : 1 | 19:59 Карнаухов П.(Светлаков А.) |              | Судьи: Виктор Гашилов Алексей Раводин Линейные судьи: Никита Вилюгин Дмитрий Шишло |
|                                                             |                 |                                  |              | Судьи: Виктор Гашилов Алексей Раводин Линейные судьи: Никита Вилюгин Дмитрий Шишло |
|                                                             |                 |                                  |              | Судьи: Виктор Гашилов Алексей Раводин Линейные судьи: Никита Вилюгин Дмитрий Шишло |
|                                                             |                 |                                  |              | Судьи: Виктор Гашилов Алексей Раводин Линейные судьи: Никита Вилюгин Дмитрий Шишло |
| 8 мин                                                       | Штраф           | 6 мин                            |              | Судьи: Виктор Гашилов Алексей Раводин Линейные судьи: Никита Вилюгин Дмитрий Шишло |
|                                                             |                 |                                  |              |                                                                                    |
|                                                             | 29              | Броски                           | 17           |                                                                                    |

| 3 апреля 2019 17:00 | СКА | 3:1 (0:1, 1:0, 2:0) | ЦСКА | Ледовый дворец, Санкт-Петербург Зрителей: 12 512 |

| Отчёт | Отчёт                 | Отчёт                                        | Отчёт        | Отчёт                                                                             |
| --- | --------------------- | -------------------------------------------- | ------------ | --------------------------------------------------------------------------------- |
| |                       |                                              |              |                                                                                   |
| | Шестёркин Игорь       | Вратари                                      | Сорокин Илья | Судьи: Алексей Белов Константин Оленин Линейные судьи: Глеб Лазарев Дмитрий Шишло |
| | Голы:                 |                                              |              | Судьи: Алексей Белов Константин Оленин Линейные судьи: Глеб Лазарев Дмитрий Шишло |
| Прохоркин Н.(Гусев Н., Барабанов А.) 28:18 Гусев Н.(Прохоркин Н., Хафизуллин Д.) 43:31 Плотников С.(Тихонов В.) 44:21 | 0 : 1 : 1 2 : 1 3 : 1 | 13:38 Науменков М.(Светлаков А., Калинин С.) |              | Судьи: Алексей Белов Константин Оленин Линейные судьи: Глеб Лазарев Дмитрий Шишло |
| |                       |                                              |              | Судьи: Алексей Белов Константин Оленин Линейные судьи: Глеб Лазарев Дмитрий Шишло |
| |                       |                                              |              | Судьи: Алексей Белов Константин Оленин Линейные судьи: Глеб Лазарев Дмитрий Шишло |
| |                       |                                              |              | Судьи: Алексей Белов Константин Оленин Линейные судьи: Глеб Лазарев Дмитрий Шишло |
| 6 мин | Штраф                 | 10 мин                                       |              | Судьи: Алексей Белов Константин Оленин Линейные судьи: Глеб Лазарев Дмитрий Шишло |
| |                       |                                              |              |                                                                                   |
| | 23                    | Броски                                       | 20           |                                                                                   |

| 5 апреля 2019 19:30 | ЦСКА | 3:0 (1:0, 1:0, 1:0) | СКА | ЦСКА Арена, Москва Зрителей: 11 162 |

| Отчёт                                                                                                | Отчёт             | Отчёт   | Отчёт           | Отчёт                                                                                           |
| --- | ----------------- | ------- | --------------- | ----------------------------------------------------------------------------------------------- |
| |                   |         |                 |                                                                                                 |
| | Сорокин Илья      | Вратари | Шестёркин Игорь | Судьи: Роман Гофман Константин Оленин Линейные судьи: Александр Захаренков Александр Садовников |
| | Голы:             |         |                 | Судьи: Роман Гофман Константин Оленин Линейные судьи: Александр Захаренков Александр Садовников |
| Робинсон М.(Мамин М.) 19:16 Мамин М.(Светлаков А., Капризов К.) 27:29 Андронов С.(Марченко А.) 59:00 | 1 : 0 2 : 0 3 : 0 |         |                 | Судьи: Роман Гофман Константин Оленин Линейные судьи: Александр Захаренков Александр Садовников |
| |                   |         |                 | Судьи: Роман Гофман Константин Оленин Линейные судьи: Александр Захаренков Александр Садовников |
| |                   |         |                 | Судьи: Роман Гофман Константин Оленин Линейные судьи: Александр Захаренков Александр Садовников |
| |                   |         |                 | Судьи: Роман Гофман Константин Оленин Линейные судьи: Александр Захаренков Александр Садовников |
| 4 мин                                                                                                | Штраф             | 2 мин   |                 | Судьи: Роман Гофман Константин Оленин Линейные судьи: Александр Захаренков Александр Садовников |
| |                   |         |                 |                                                                                                 |
| | 21                | Броски  | 19              |                                                                                                 |

| 7 апреля 2019 19:30 | СКА | 3:2 (1:0, 1:2, 1:0) | ЦСКА | Ледовый дворец, Санкт-Петербург Зрителей: 12 320 |

| Отчёт  | Отчёт           | Отчёт   | Отчёт        | Отчёт                                                                           |
| ------ | --------------- | ------- | ------------ | ------------------------------------------------------------------------------- |
|        |                 |         |              |                                                                                 |
|        | Шестеркин Игорь | Вратари | Сорокин Илья | Судьи: Алексей Белов Роман Гофман Линейные судьи: Берсенев Максим Дмитрий Сивов |
|        |                 |         |              | Судьи: Алексей Белов Роман Гофман Линейные судьи: Берсенев Максим Дмитрий Сивов |
|        |                 |         |              | Судьи: Алексей Белов Роман Гофман Линейные судьи: Берсенев Максим Дмитрий Сивов |
|        |                 |         |              | Судьи: Алексей Белов Роман Гофман Линейные судьи: Берсенев Максим Дмитрий Сивов |
|        |                 |         |              | Судьи: Алексей Белов Роман Гофман Линейные судьи: Берсенев Максим Дмитрий Сивов |
|        |                 |         |              | Судьи: Алексей Белов Роман Гофман Линейные судьи: Берсенев Максим Дмитрий Сивов |
| 11 мин | Штраф           | 9 мин   |              | Судьи: Алексей Белов Роман Гофман Линейные судьи: Берсенев Максим Дмитрий Сивов |
|        |                 |         |              |                                                                                 |
|        | 17              | Броски  | 29           |                                                                                 |

| 9 апреля 2019 19:30 | ЦСКА | 3:1 (0:0, 2:1, 1:0) | СКА | ЦСКА Арена, Москва Зрителей: 11 414 |

| Отчёт | Отчёт        | Отчёт   | Отчёт           | Отчёт                                                                              |
| ----- | ------------ | ------- | --------------- | ---------------------------------------------------------------------------------- |
|       |              |         |                 |                                                                                    |
|       | Сорокин Илья | Вратари | Шестеркин Игорь | Судьи: Роман Гофман Константин Оленин Линейные судьи: Дмитрий Шишло Шалагин Никита |
|       |              |         |                 | Судьи: Роман Гофман Константин Оленин Линейные судьи: Дмитрий Шишло Шалагин Никита |
|       |              |         |                 | Судьи: Роман Гофман Константин Оленин Линейные судьи: Дмитрий Шишло Шалагин Никита |
|       |              |         |                 | Судьи: Роман Гофман Константин Оленин Линейные судьи: Дмитрий Шишло Шалагин Никита |
|       |              |         |                 | Судьи: Роман Гофман Константин Оленин Линейные судьи: Дмитрий Шишло Шалагин Никита |
|       |              |         |                 | Судьи: Роман Гофман Константин Оленин Линейные судьи: Дмитрий Шишло Шалагин Никита |
| 2 мин | Штраф        | 6 мин   |                 | Судьи: Роман Гофман Константин Оленин Линейные судьи: Дмитрий Шишло Шалагин Никита |
|       |              |         |                 |                                                                                    |
|       | 24           | Броски  | 18              |                                                                                    |

## Финал Кубка Гагарина

#### (1) ЦСКА — (4) «Авангард»
| 13 апреля 2019 17:00 | ЦСКА | 5 : 2 | Авангард | ЦСКА Арена, Москва Зрителей: 11 040 |

| Отчёт | Отчёт | Отчёт | Отчёт | Отчёт |
| ----- | ----- | ----- | ----- | ----- |
|       |       |       |       |       |
|       |       |       |       |       |
|       |       |       |       |       |
|       |       |       |       |       |
|       |       |       |       |       |
|       |       |       |       |       |
|       |       |       |       |       |
|       |       |       |       |       |
|       |       |       |       |       |

| 15 апреля 2019 19:30 | ЦСКА | 3 : 0 | Авангард | ЦСКА Арена, Москва Зрителей: 11 088 |

| Отчёт | Отчёт | Отчёт | Отчёт | Отчёт |
| ----- | ----- | ----- | ----- | ----- |
|       |       |       |       |       |
|       |       |       |       |       |
|       |       |       |       |       |
|       |       |       |       |       |
|       |       |       |       |       |
|       |       |       |       |       |
|       |       |       |       |       |
|       |       |       |       |       |
|       |       |       |       |       |

| 17 апреля 2019 19:30 | Авангард | 0 : 2 | ЦСКА | Арена «Балашиха», Балашиха Зрителей: 5387 |

| Отчёт | Отчёт | Отчёт | Отчёт | Отчёт |
| ----- | ----- | ----- | ----- | ----- |
|       |       |       |       |       |
|       |       |       |       |       |
|       |       |       |       |       |
|       |       |       |       |       |
|       |       |       |       |       |
|       |       |       |       |       |
|       |       |       |       |       |
|       |       |       |       |       |
|       |       |       |       |       |

| 19 апреля 2019 19:30 | Авангард | 2:3 ОТ | ЦСКА | Арена «Балашиха», Балашиха Зрителей: 5543 |

| Отчёт | Отчёт | Отчёт | Отчёт | Отчёт |
| ----- | ----- | ----- | ----- | ----- |
|       |       |       |       |       |
|       |       |       |       |       |
|       |       |       |       |       |
|       |       |       |       |       |
|       |       |       |       |       |
|       |       |       |       |       |
|       |       |       |       |       |
|       |       |       |       |       |
|       |       |       |       |       |

## Статистика игроков

### Полевые игроки
10 лучших игроков, отсортированных по количеству набранных очков.
| Игрок             | Команда       | И  | Г  | П  | Очки | +/- |
| ----------------- | ------------- | -- | -- | -- | ---- | --- |
| Михаил Григоренко | ЦСКА          | 20 | 13 | 8  | 21   | +9  |
| Теему Хартикайнен | Салават Юлаев | 17 | 8  | 13 | 21   | +14 |
| Тэйлор Бек        | Авангард      | 16 | 4  | 16 | 20   | -3  |
| Никита Гусев      | СКА           | 18 | 9  | 10 | 19   | -1  |
| Линус Умарк       | Салават Юлаев | 17 | 4  | 14 | 18   | +11 |
| Коди Франсон      | Авангард      | 15 | 3  | 13 | 16   | -1  |
| Сергей Шумаков    | Авангард      | 15 | 10 | 5  | 15   | +3  |
| Йоонас Кемппайнен | Салават Юлаев | 17 | 10 | 4  | 14   | +11 |
| Константин Окулов | ЦСКА          | 19 | 4  | 10 | 14   | +5  |
| Кирилл Капризов   | ЦСКА          | 12 | 4  | 9  | 13   | +6  |
|                   |               |    |    |    |      |     |

### Вратари
Таблица лучших вратарей, отсортированная по КН.
| Игрок            | Команда       | И  | В  | П | Б   | Ш  | КН   | %ОБ  | СМ | Вр     |
| ---------------- | ------------- | -- | -- | - | --- | -- | ---- | ---- | -- | ------ |
| Илья Сорокин     | ЦСКА          | 13 | 10 | 3 | 273 | 13 | 1.27 | 95.5 | 2  | 539:19 |
| Юха Метсола      | Салават Юлаев | 13 | 8  | 5 | 467 | 22 | 1.54 | 95.5 | 1  | 729:55 |
| Магнус Хелльберг | СКА           | 10 | 7  | 2 | 186 | 14 | 1.68 | 92.5 | 1  | 512:28 |
| Игорь Бобков     | Авангард      | 9  | 8  | 1 | 219 | 15 | 1.68 | 93.2 | 2  | 536:18 |
| Артём Загидулин  | Металлург Мг  | 4  | 1  | 1 | 83  | 6  | 1.70 | 92.8 | 0  | 211:49 |